# کاخ عابدین

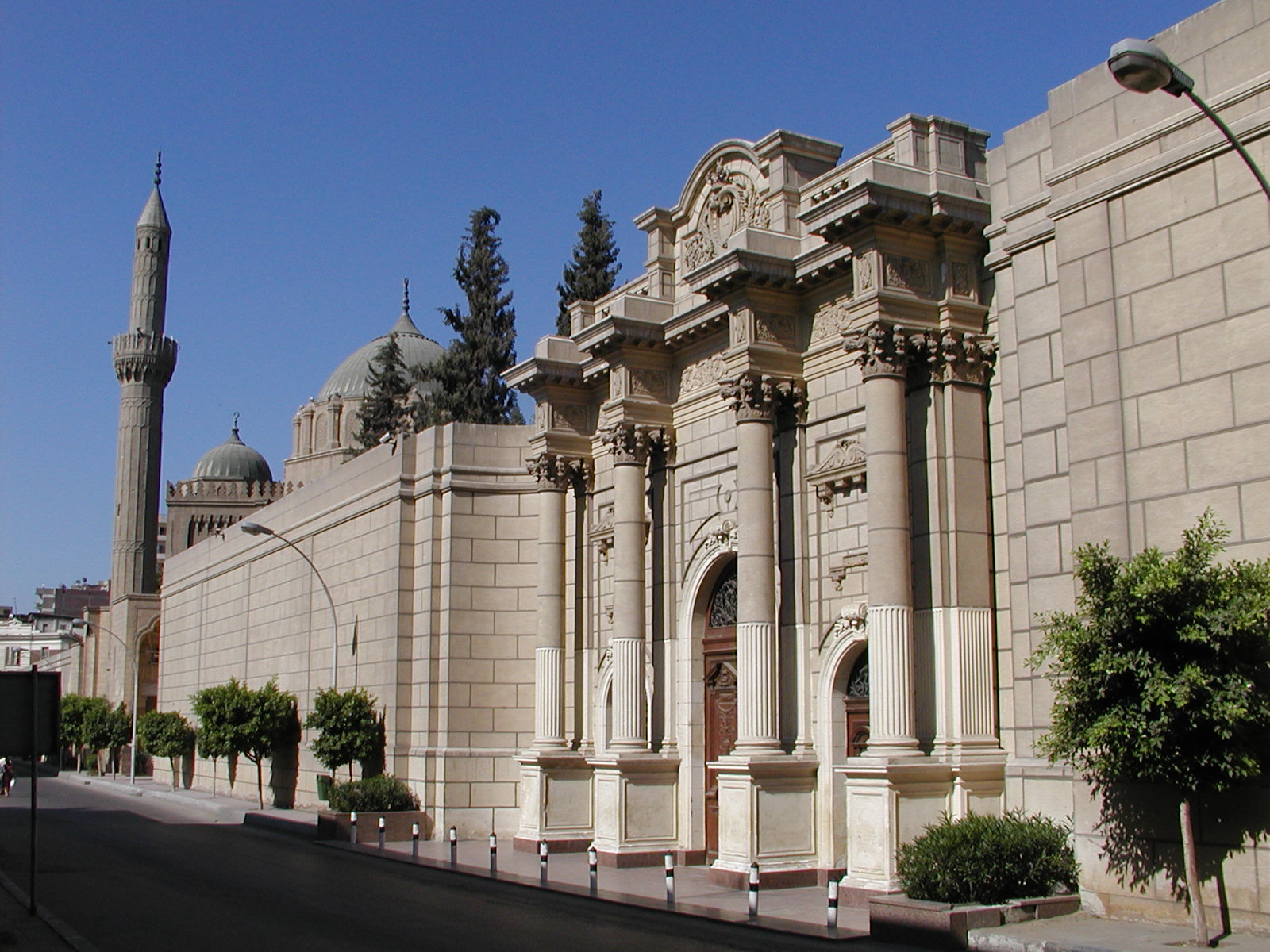
نمایی از یکی از درب‌های کاخ عابدین.

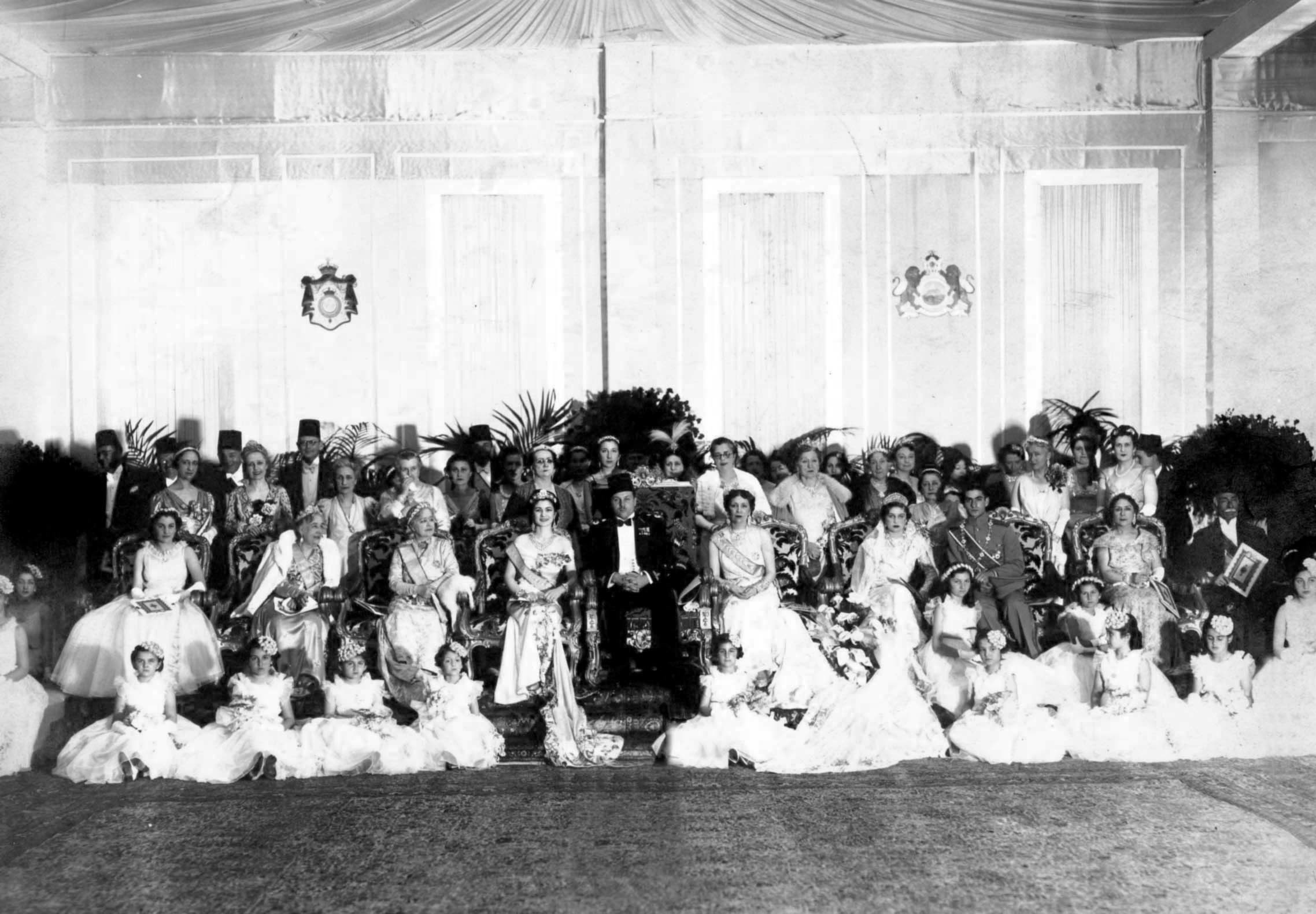
مجلس عروسی ملکه فوزیه و محمدرضا شاه پهلوی در کاخ عابدین.

کاخ عابدین (به عربی: قصر عابدین) دفتر کار اصلی رئیس‌جمهوری مصر و یکی از محل‌های اصلی زندگی رئیس‌جمهور و خانواده‌اش است. تا پیش از کودتای ۲۳ ژوئیه ۱۹۵۲ میلادی، کاخ عابدین، محل زندگی خانواده سلطنتی مصر بود.
کاخ عابدین، از ساختمان‌های تاریخی شهر قاهره است. این کاخ در خیابان قصر نیل در مرکز شهر قاهره واقع شده‌است.
محمدرضا شاه پهلوی، آخرین پادشاه ایران در تاریخ ۱۵ مارس ۱۹۳۹ میلادی، در کاخ عابدین با فوزیه فؤاد ازدواج کرد و در تاریخ ۲۹ ژوئیه ۱۹۸۰ میلادی، ۷ مرداد ۱۳۵۹ خورشیدی، مراسم تدفین‌اش در همان کاخ برگزار شد.

## موزه

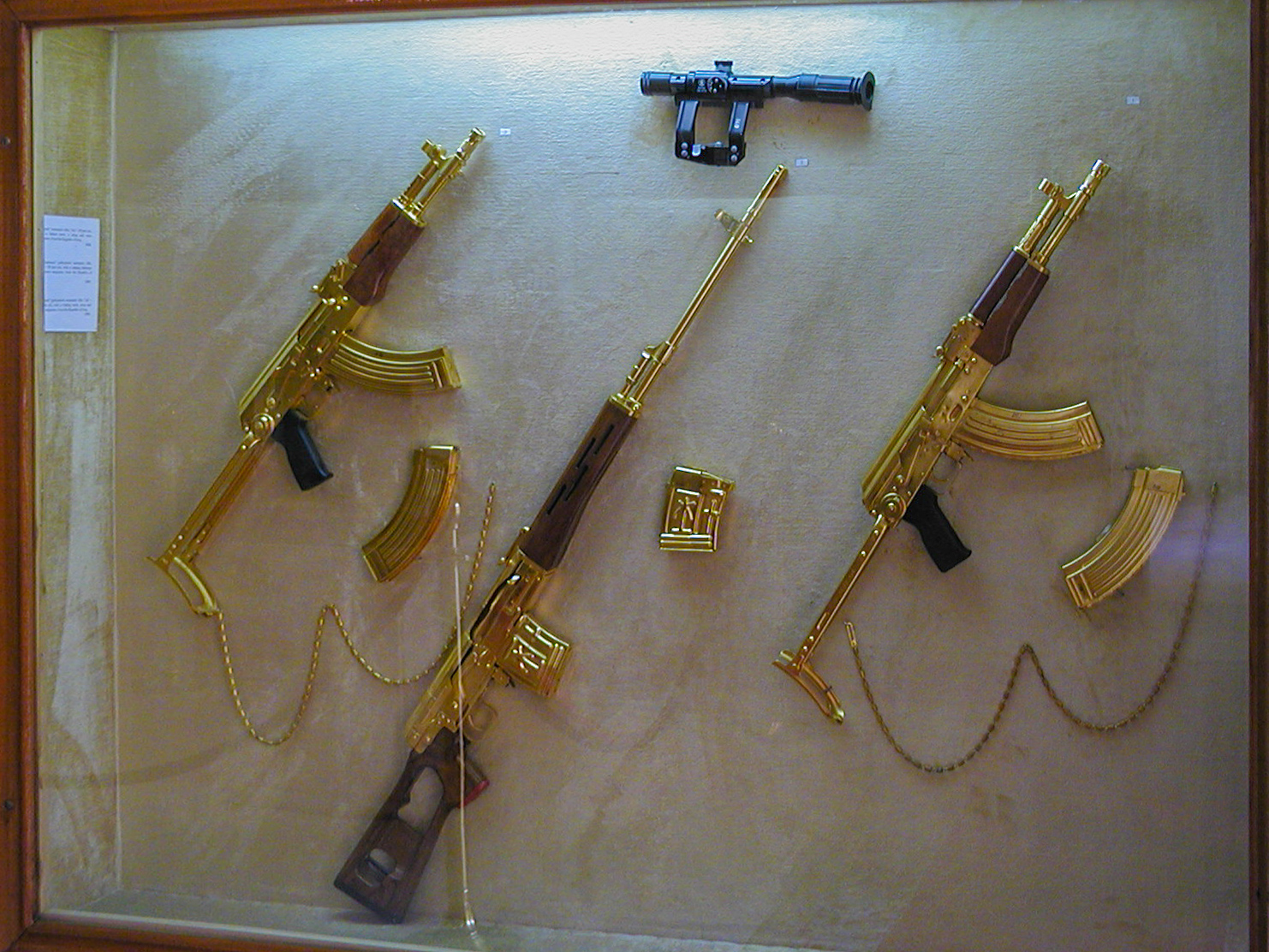
کلاشینکفهای ساخته‌شده از طلای ۱۸ عیار در کاخ‌موزه عابدین.

در بخشی از کاخ عابدین، موزه هدایای ریاست‌جمهوری و هم‌چنین موزه هدایای خانواده سلطنتی مصر قرار دارد.

## نگارخانه

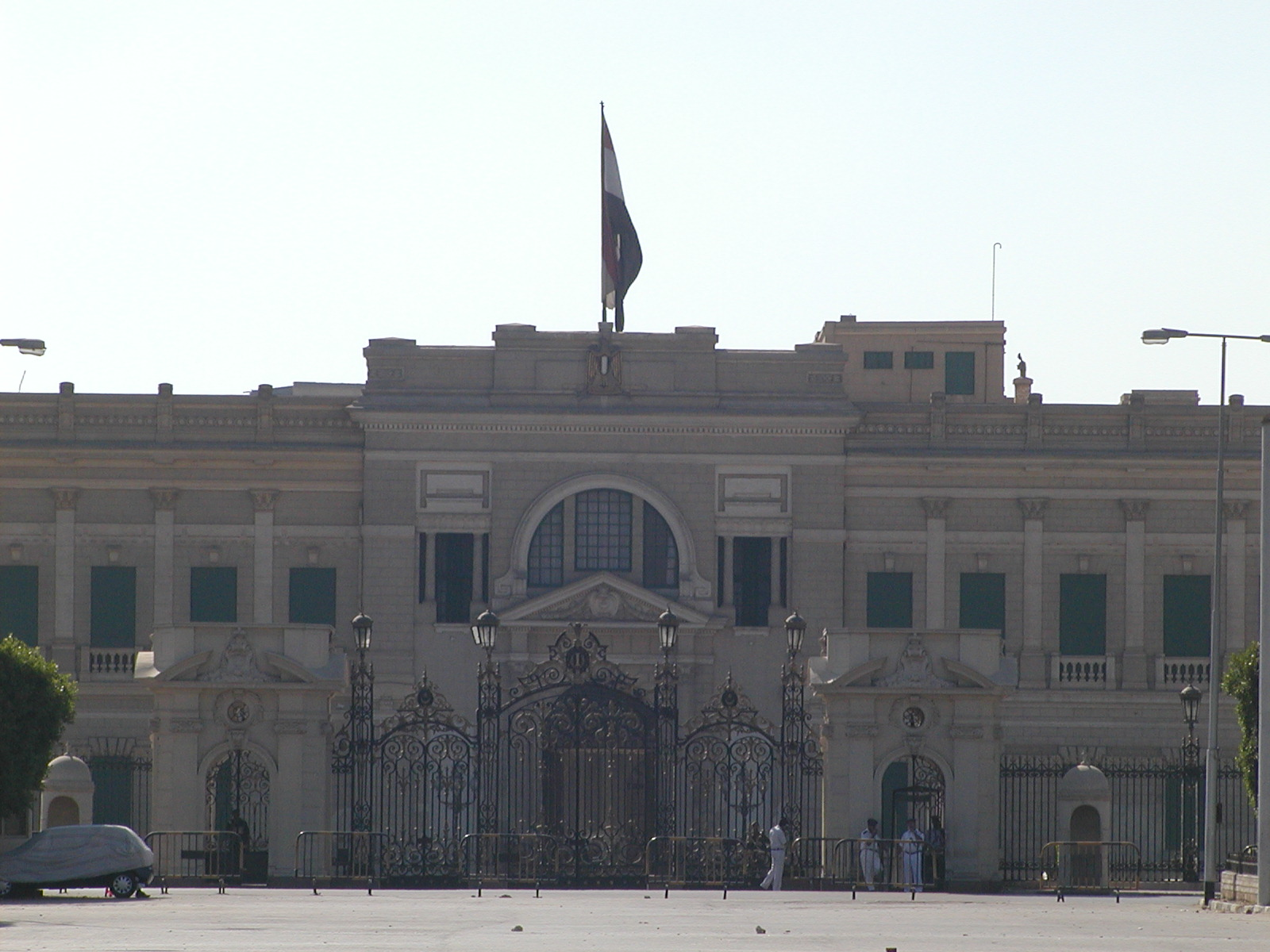
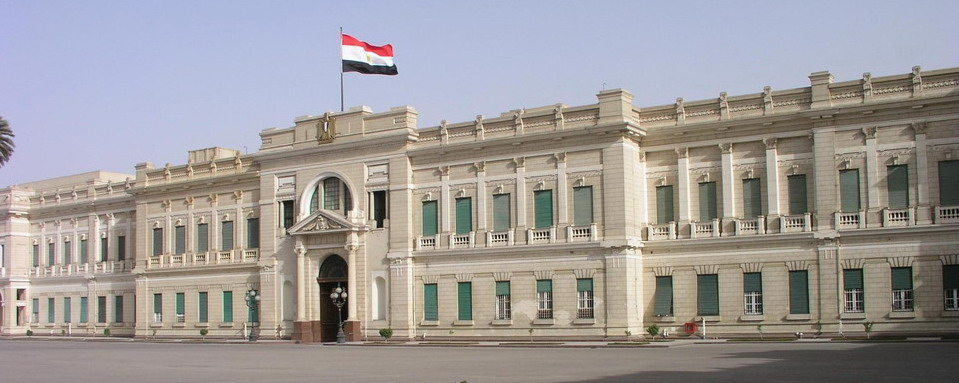
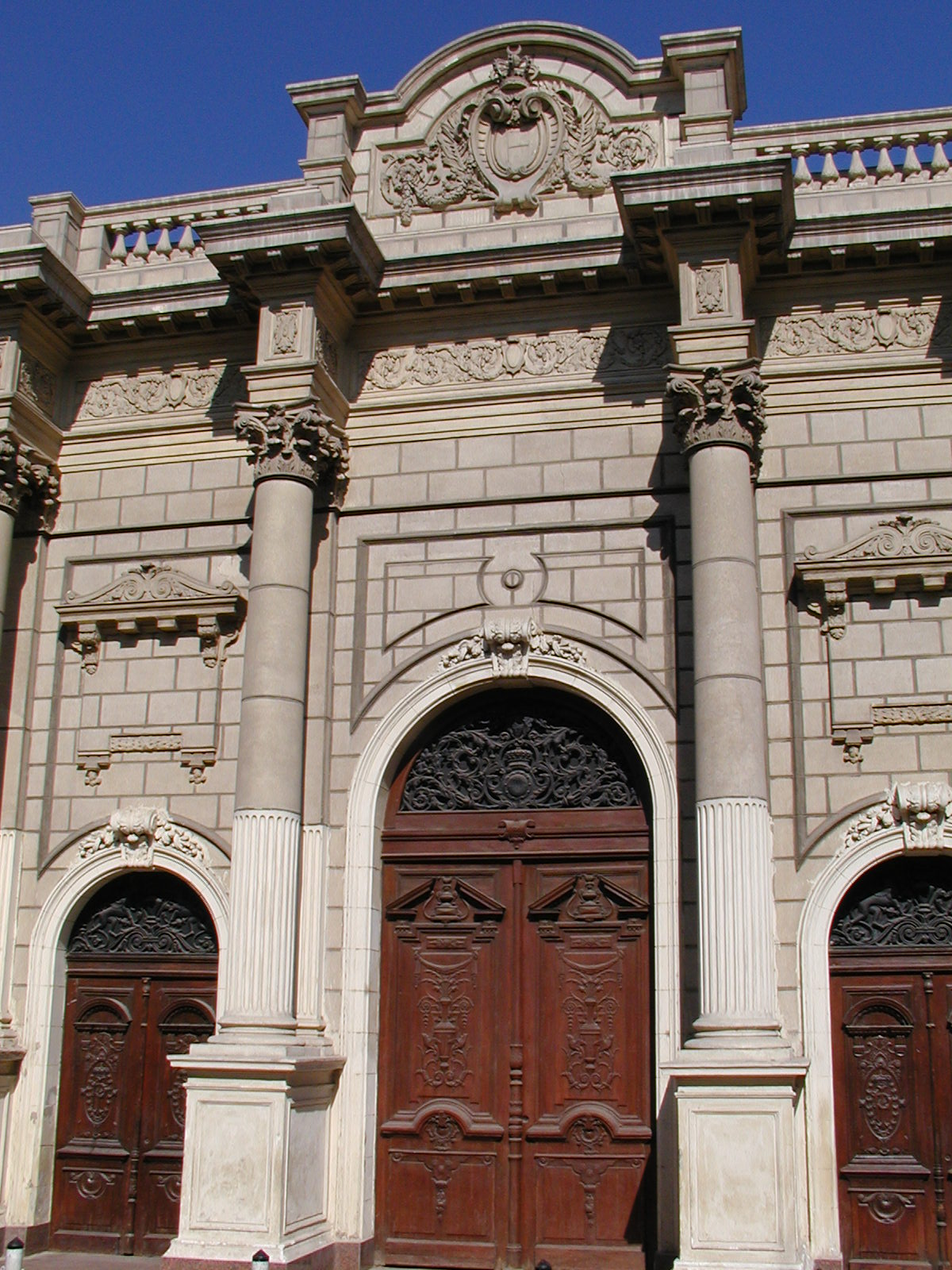
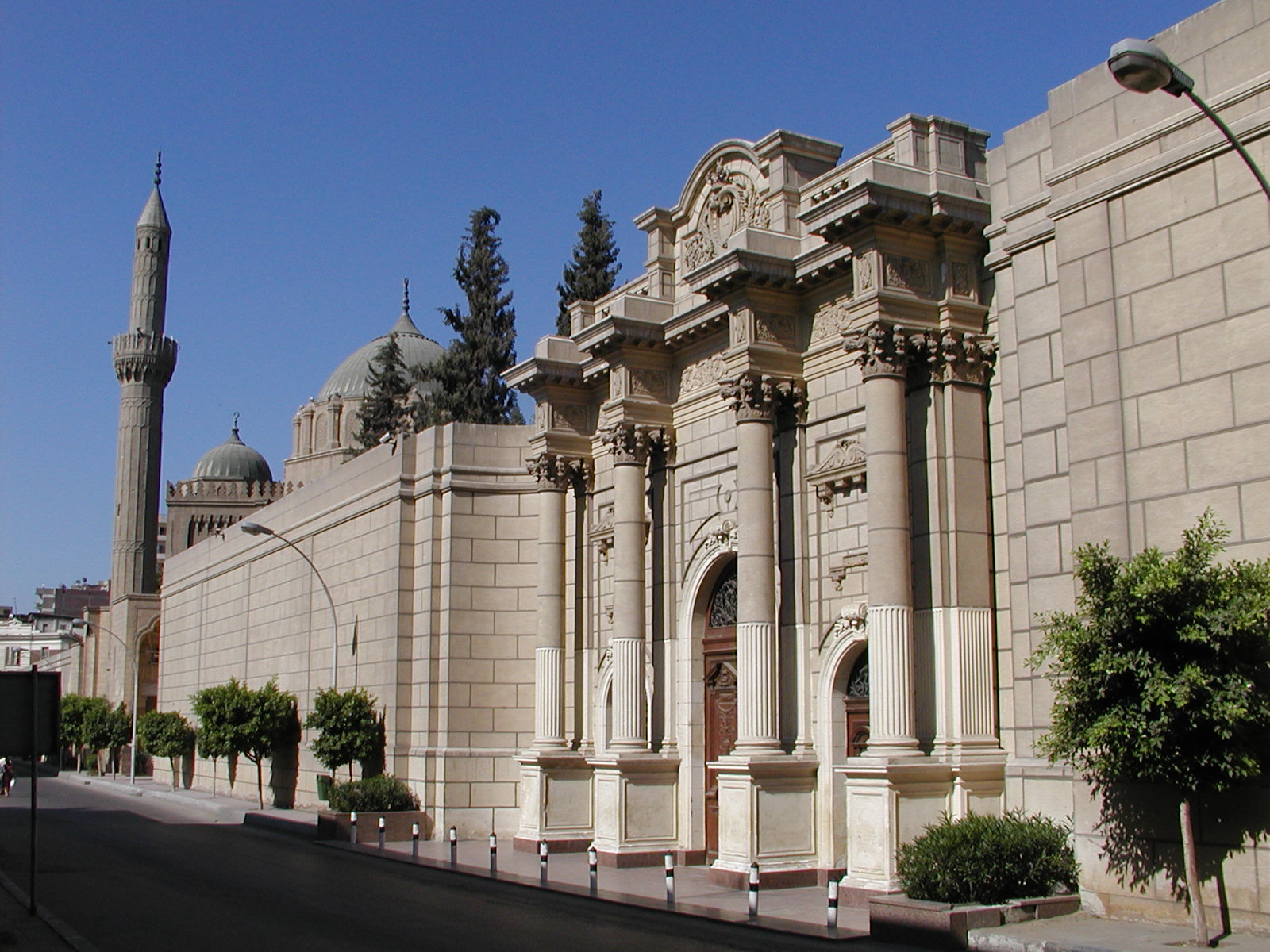
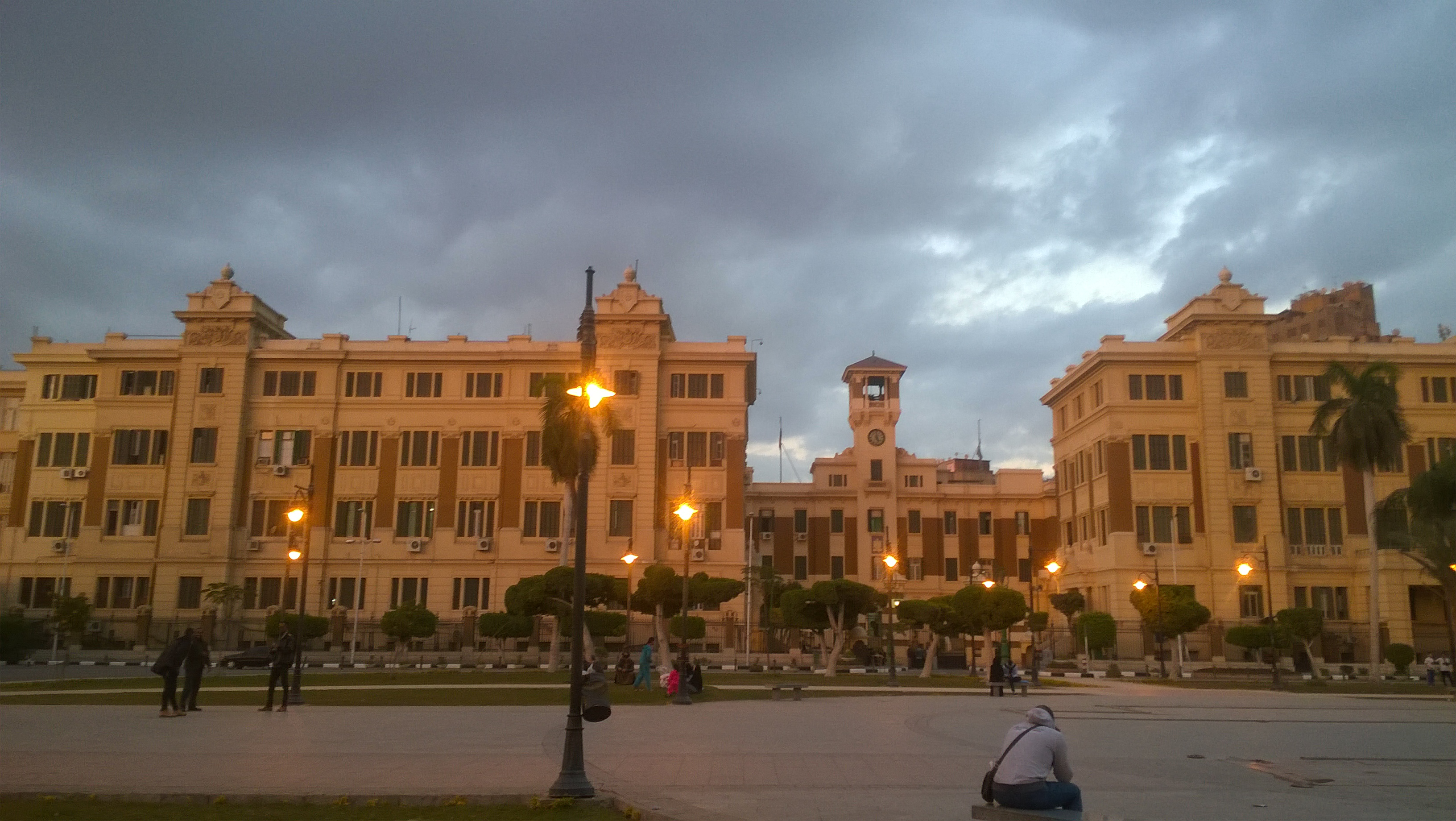
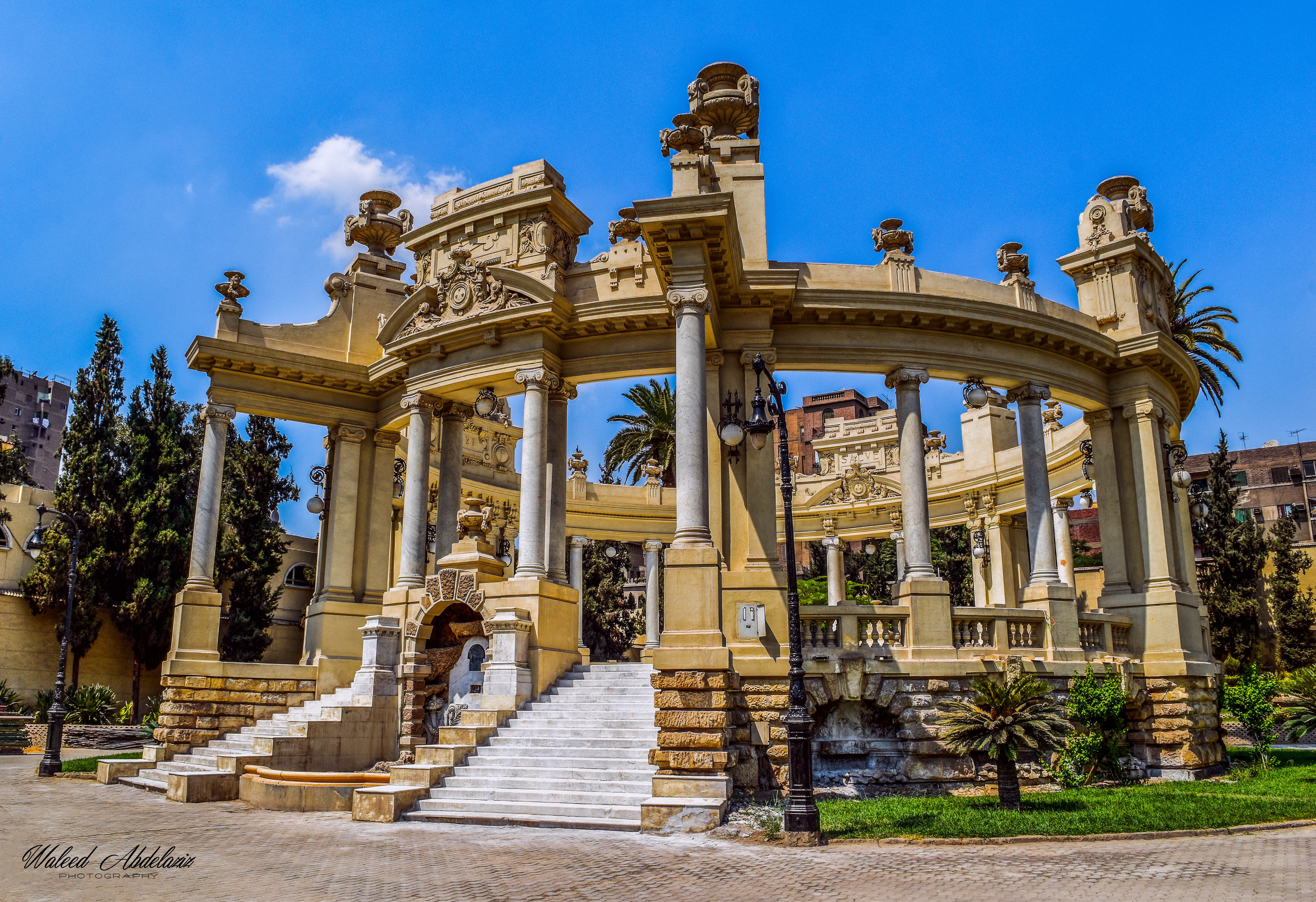
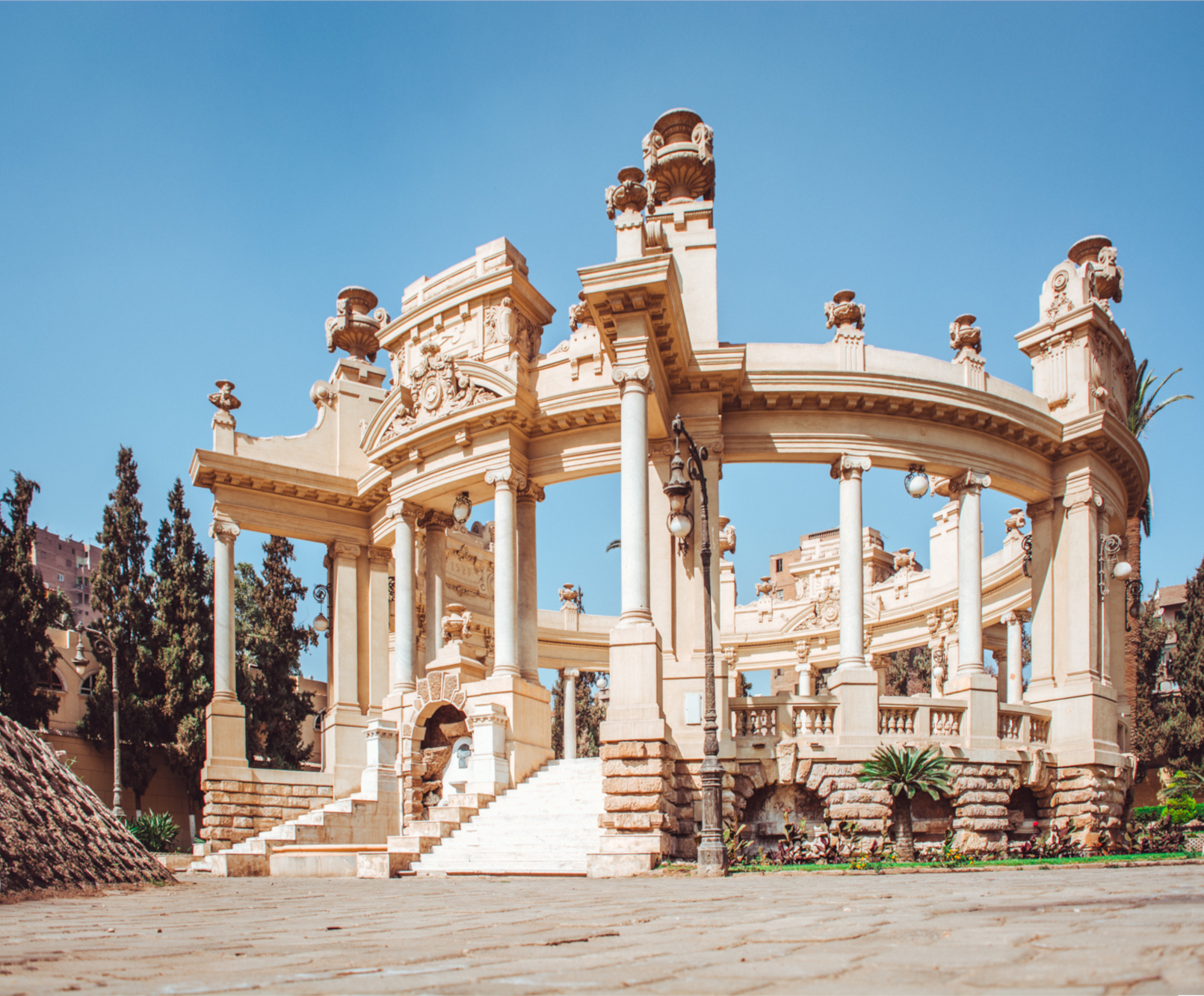
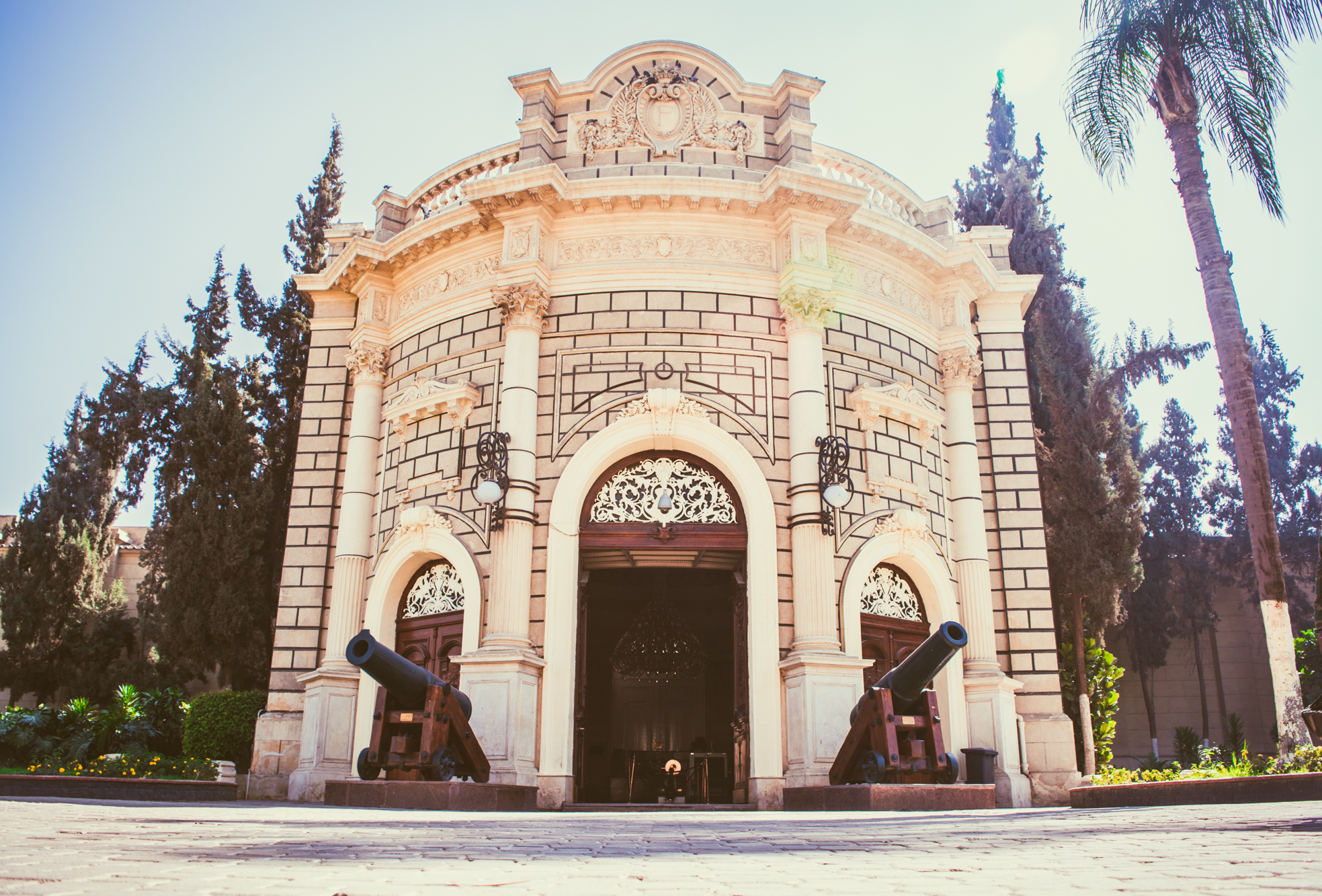
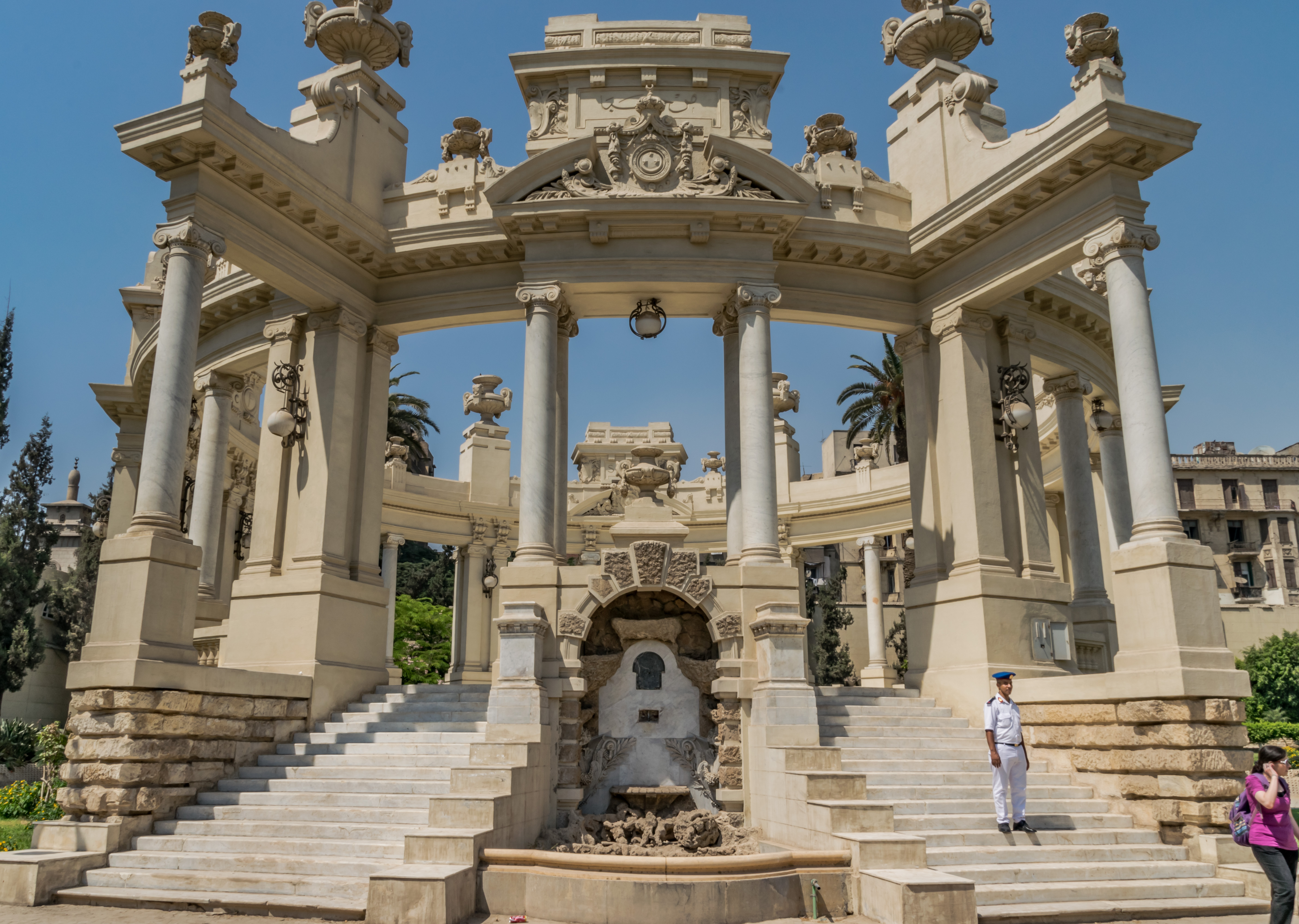
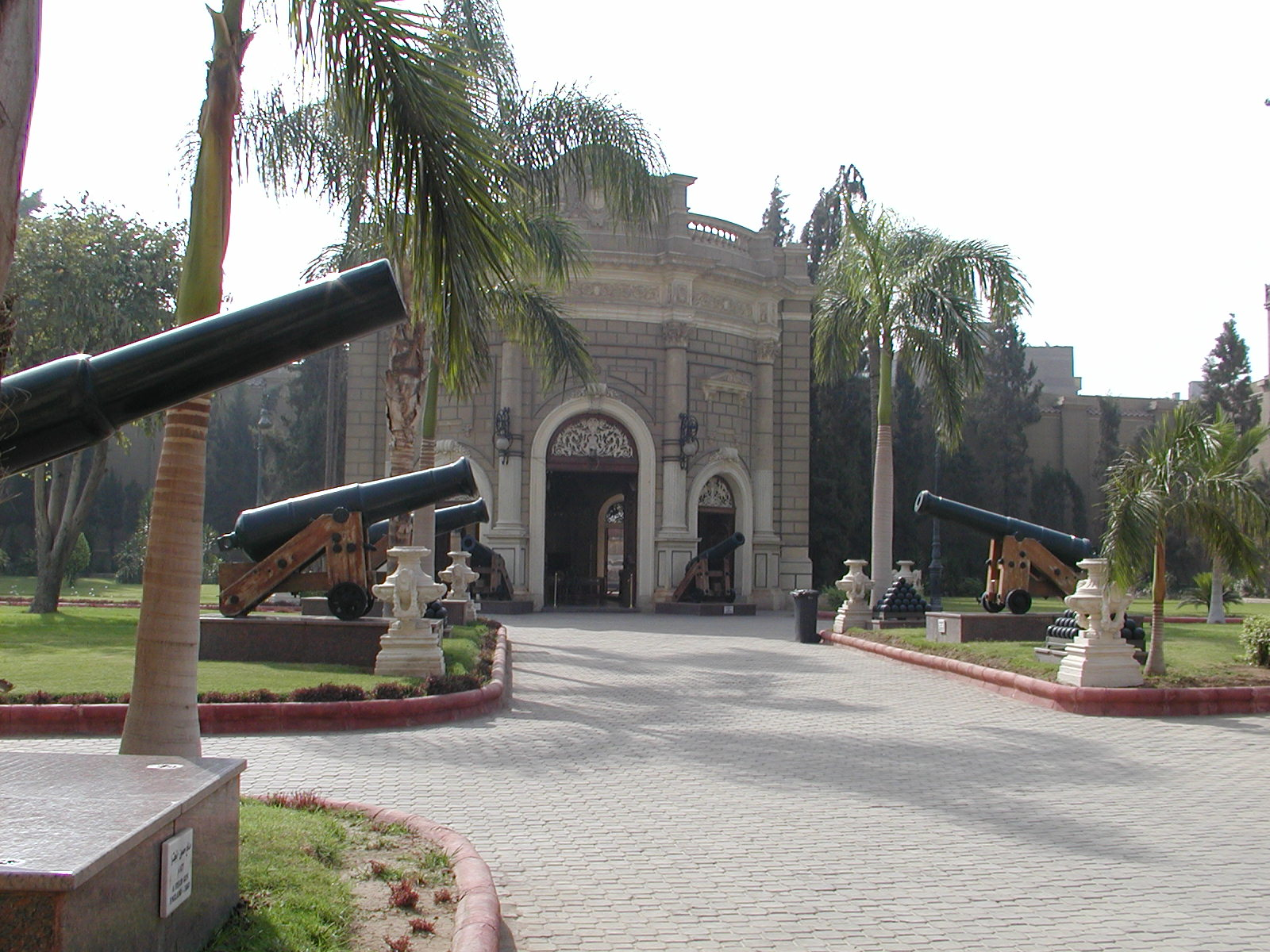
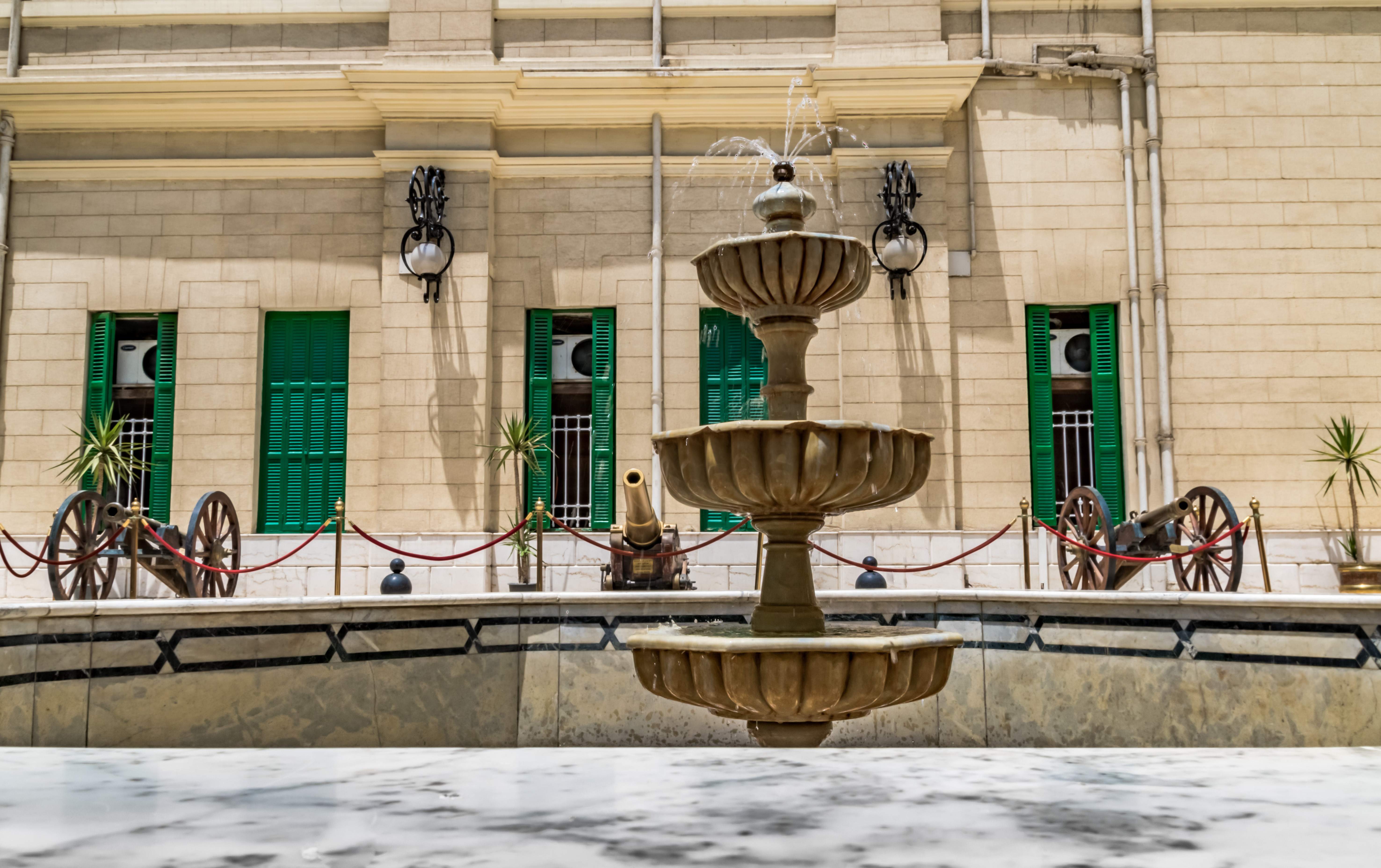
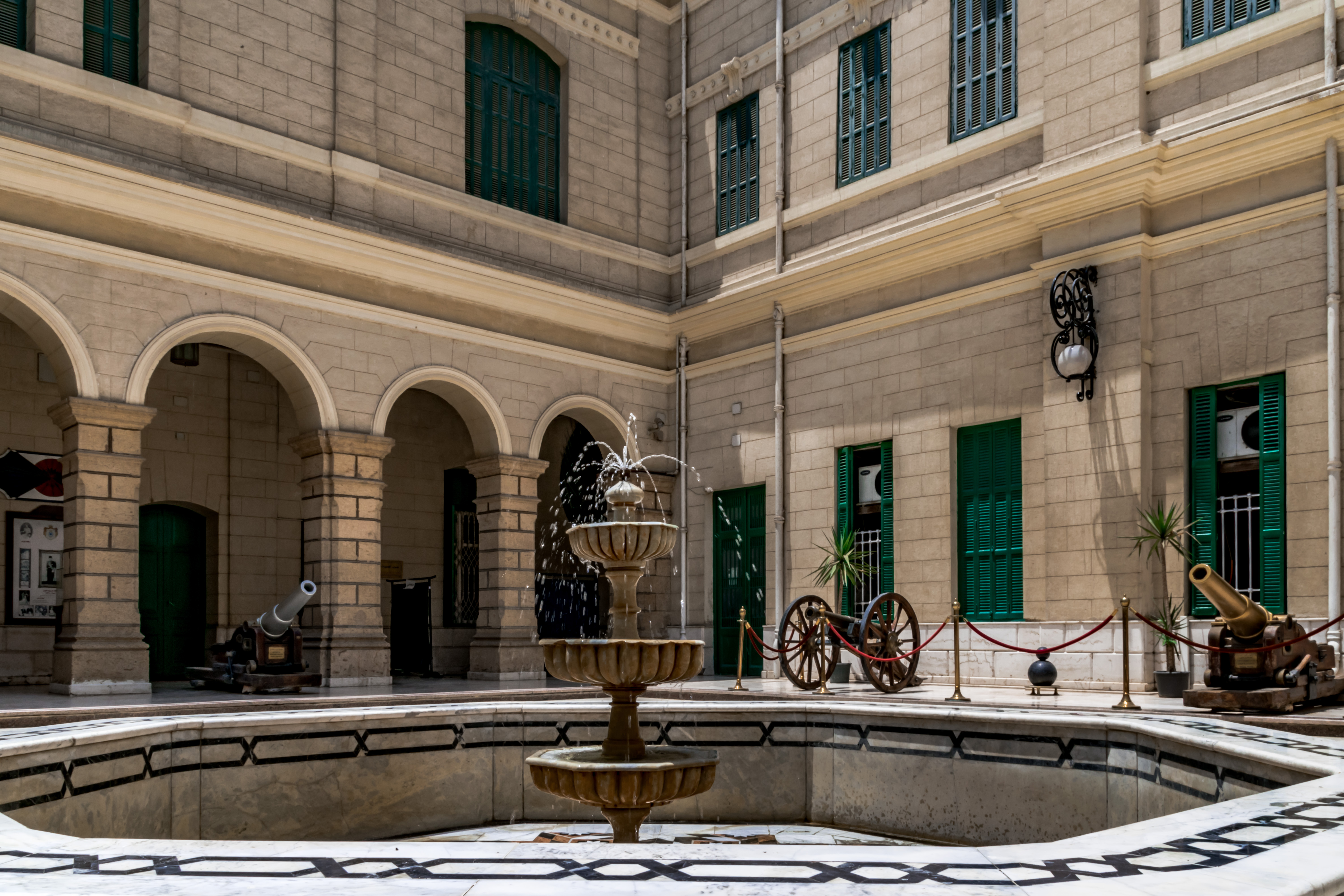
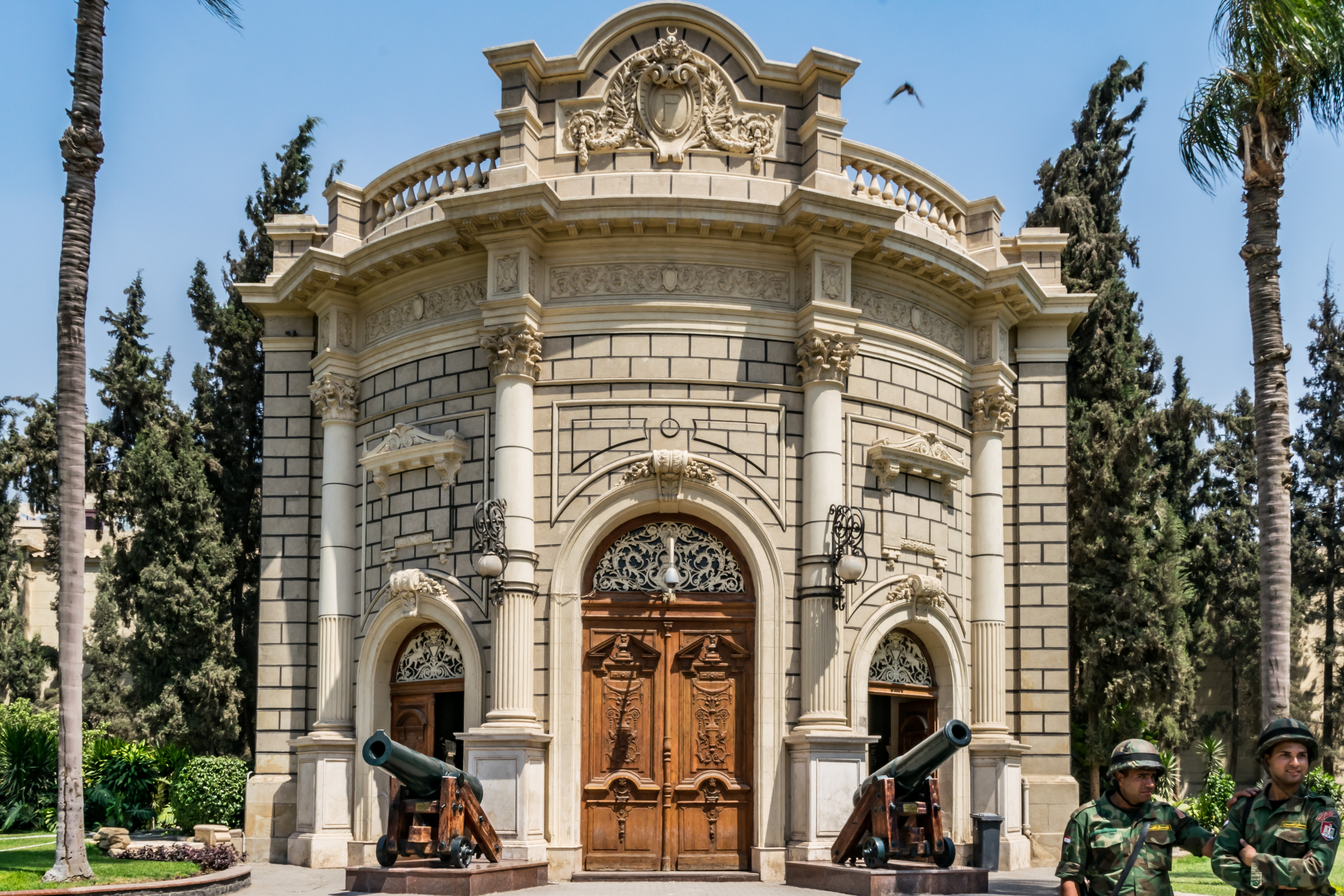
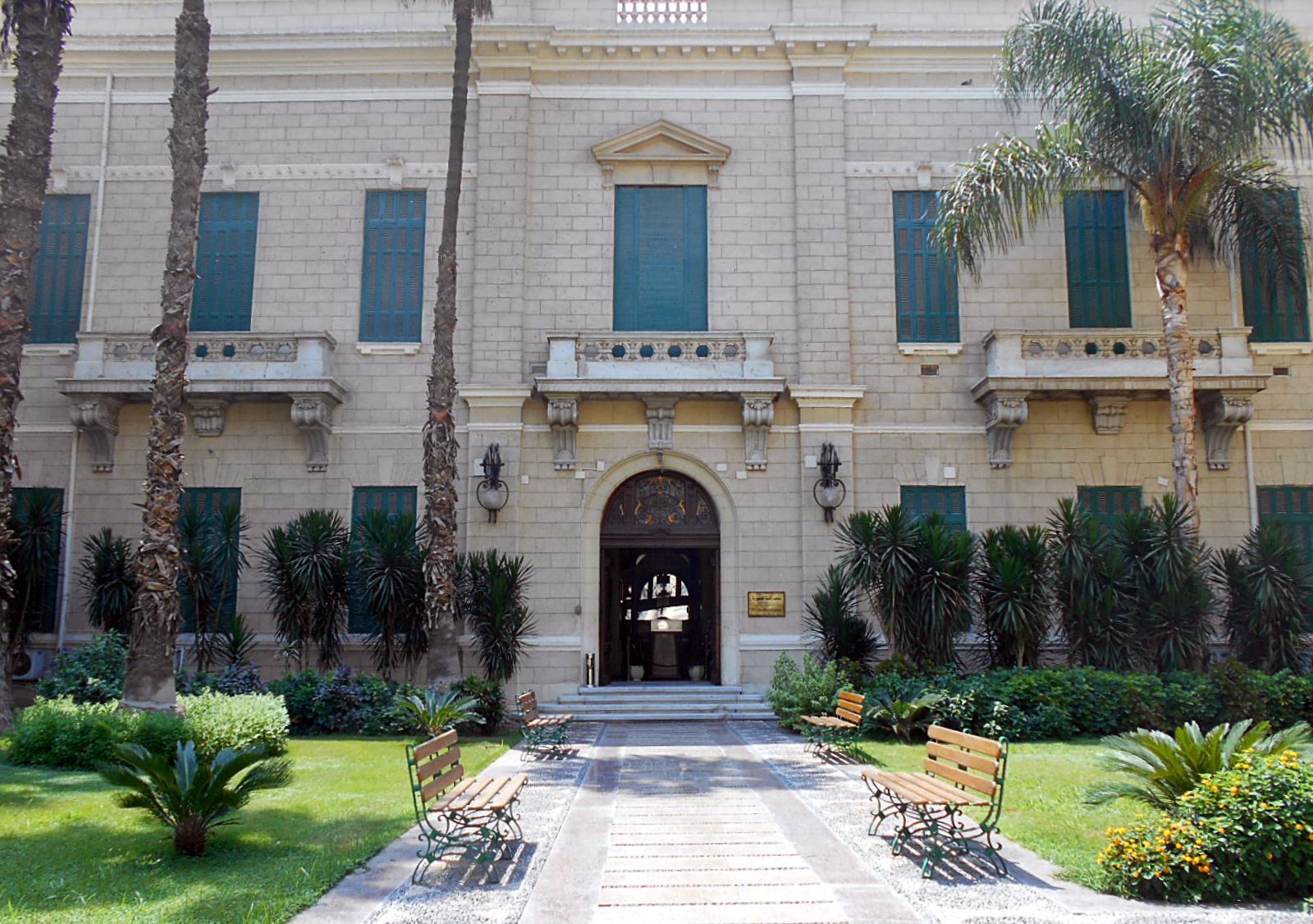
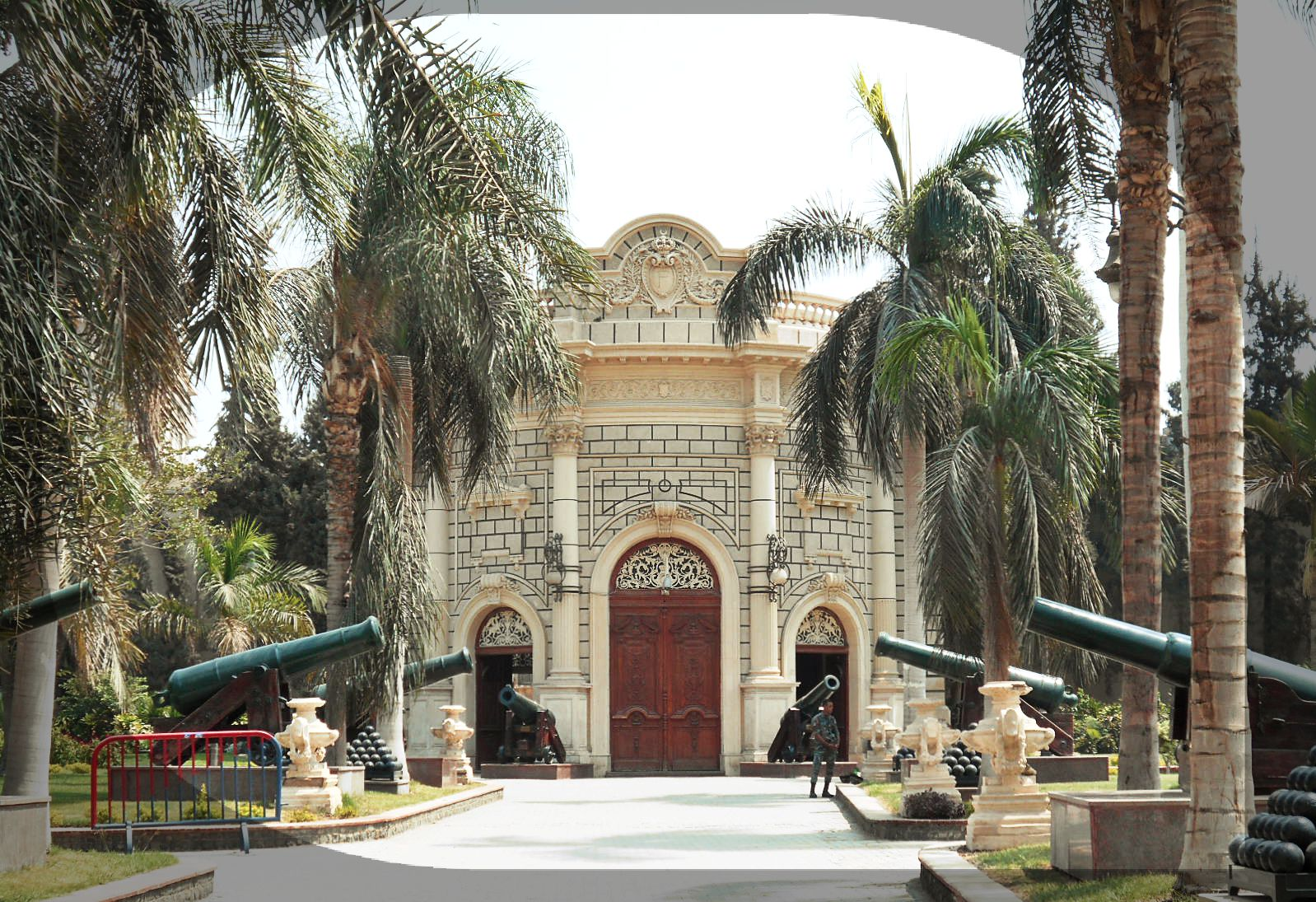
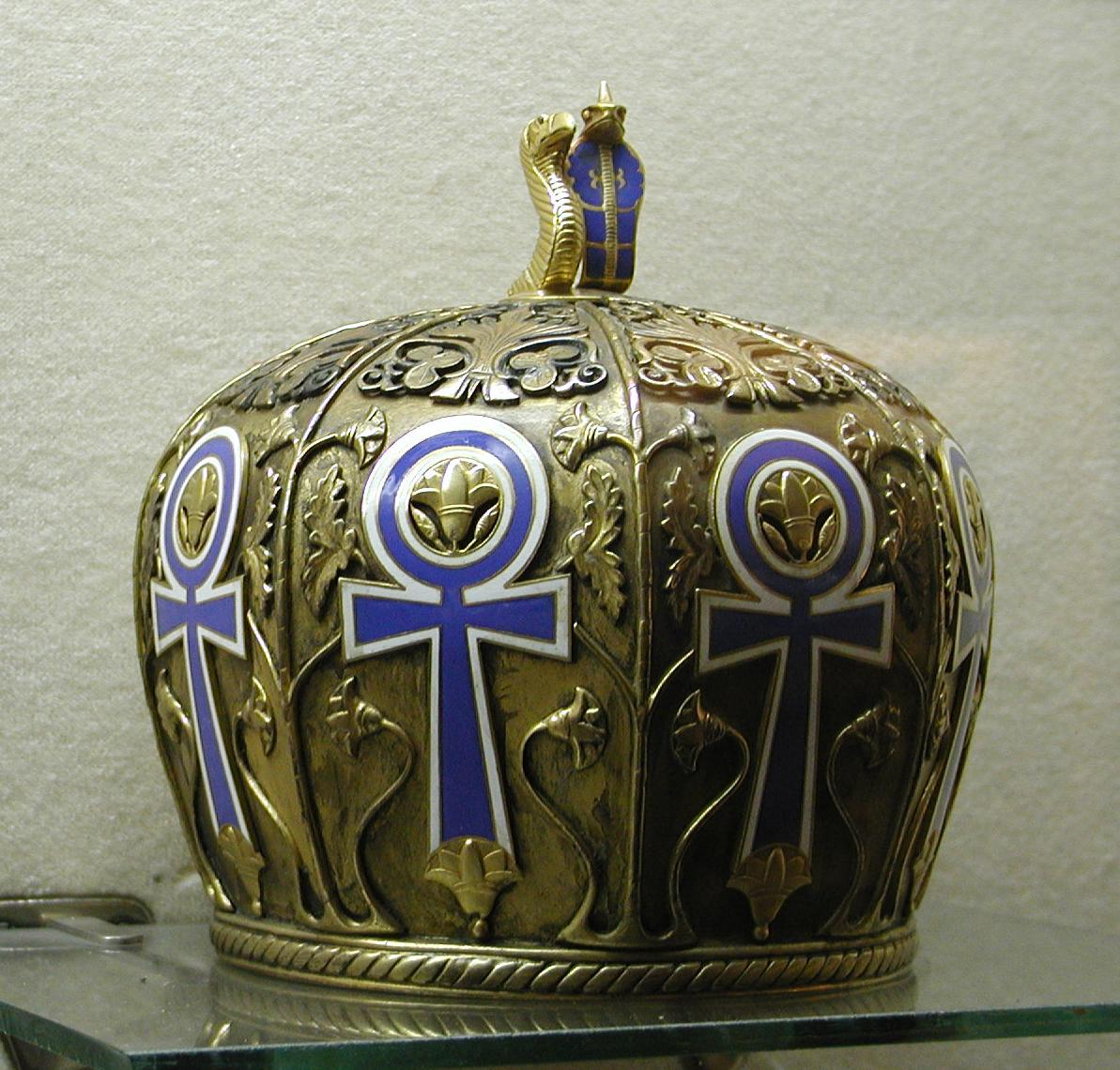
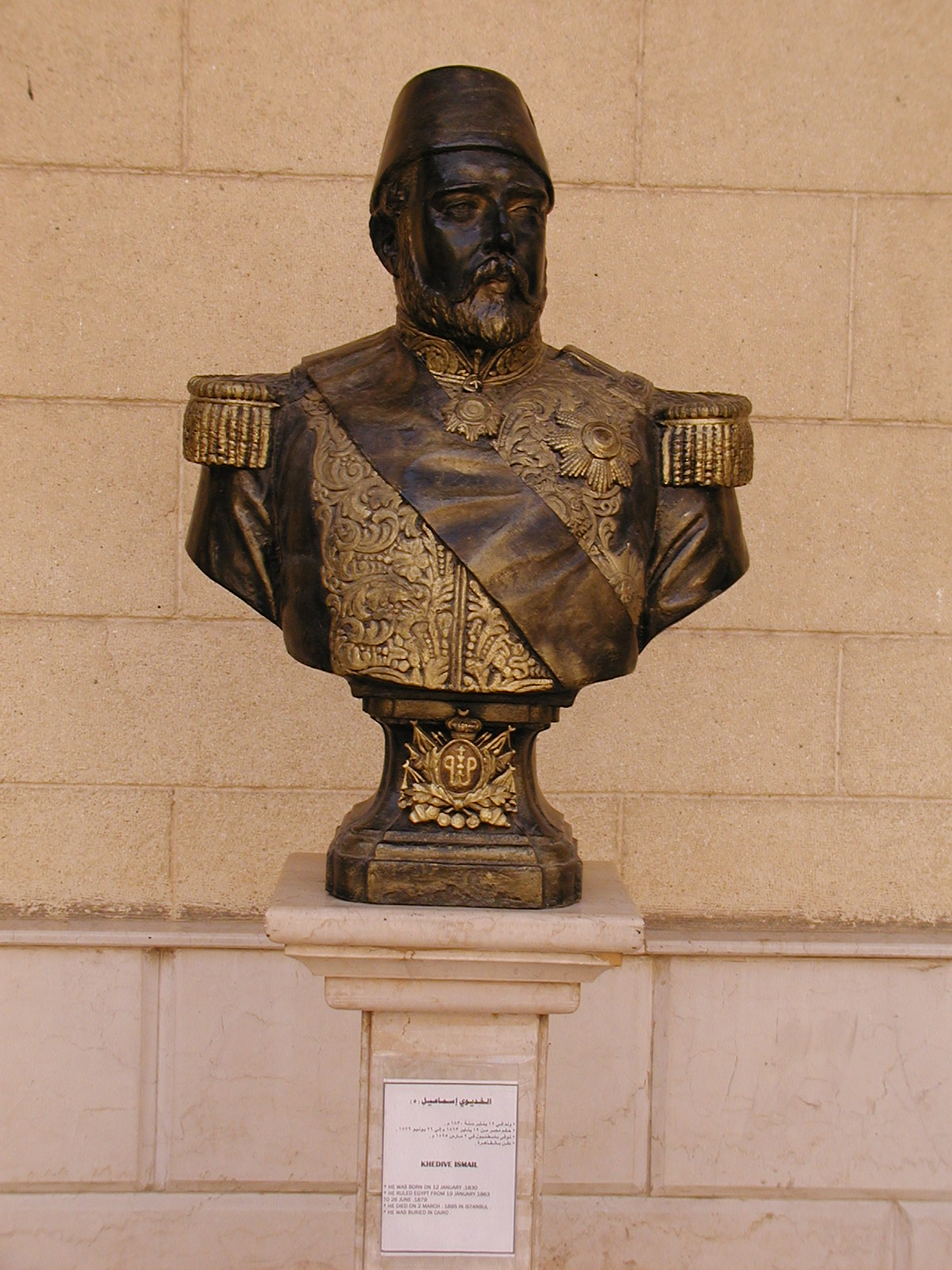
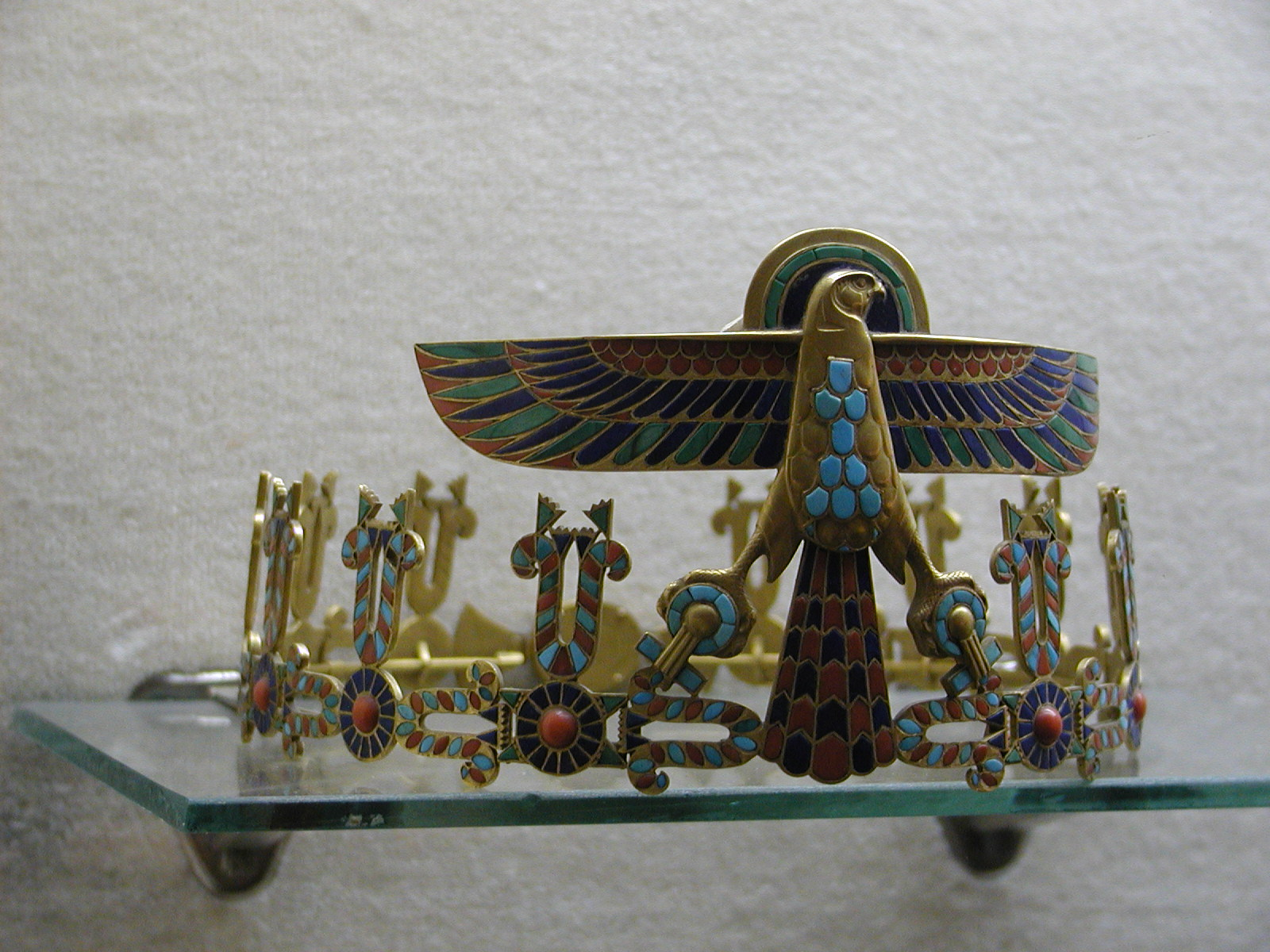
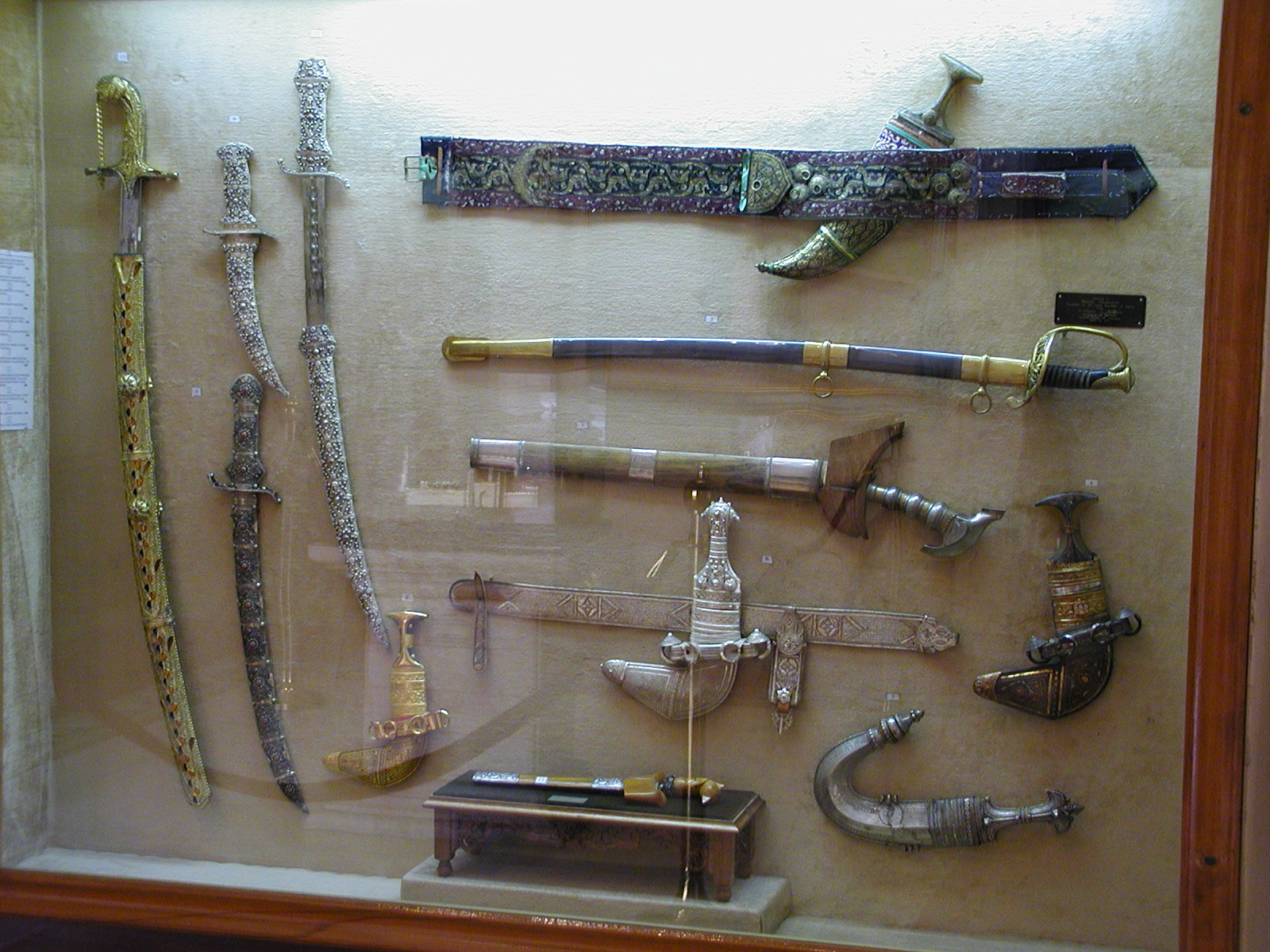
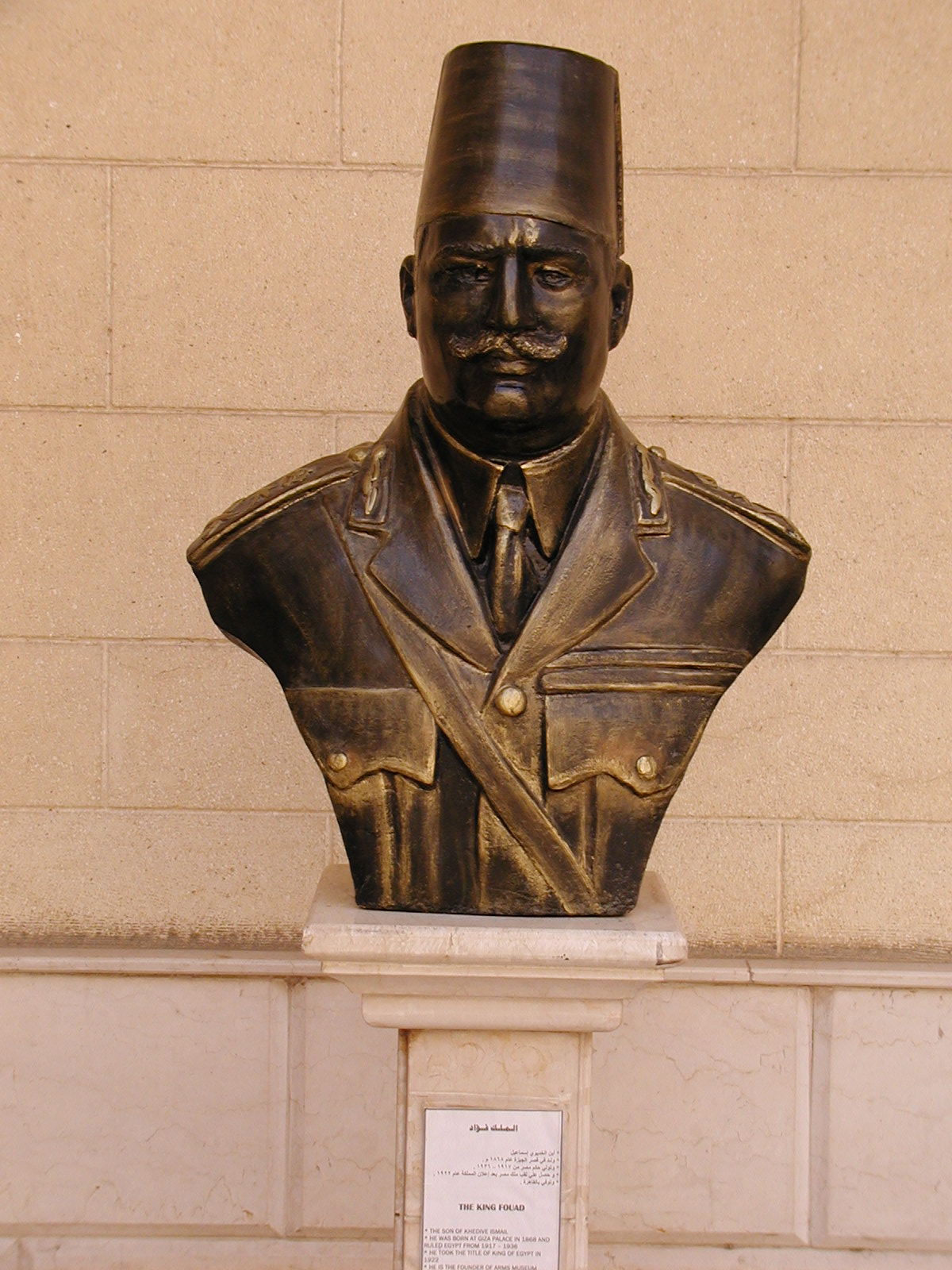
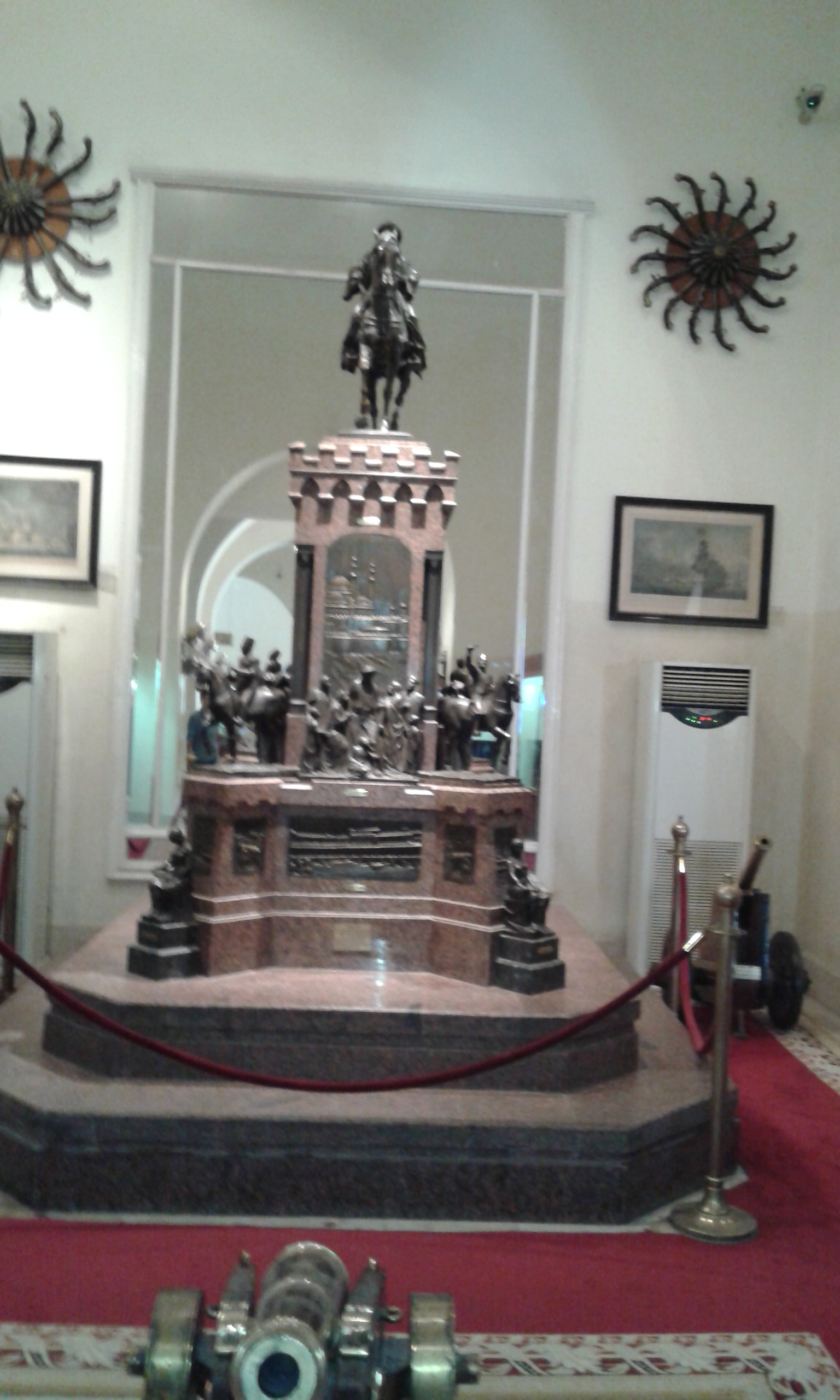
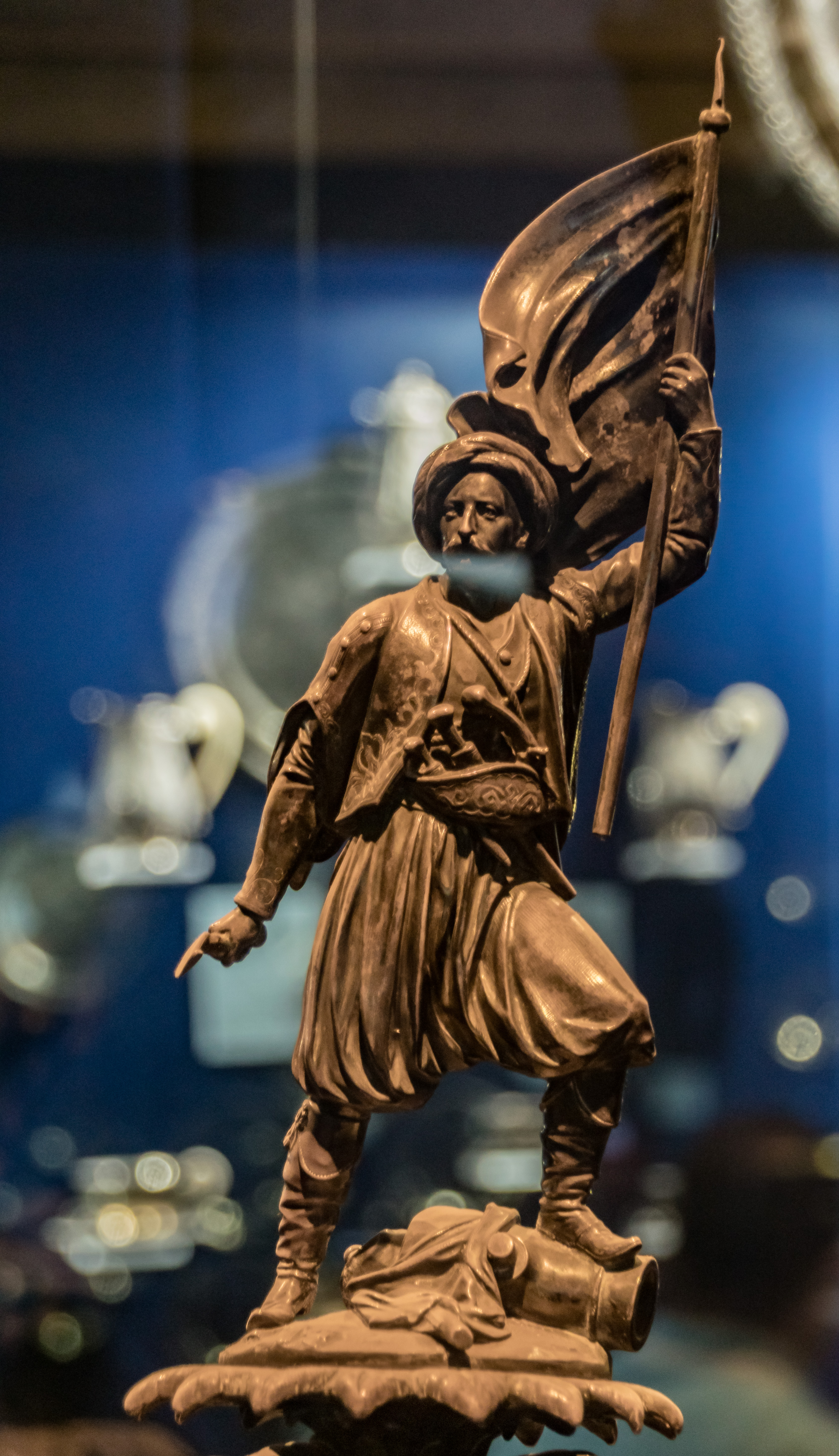
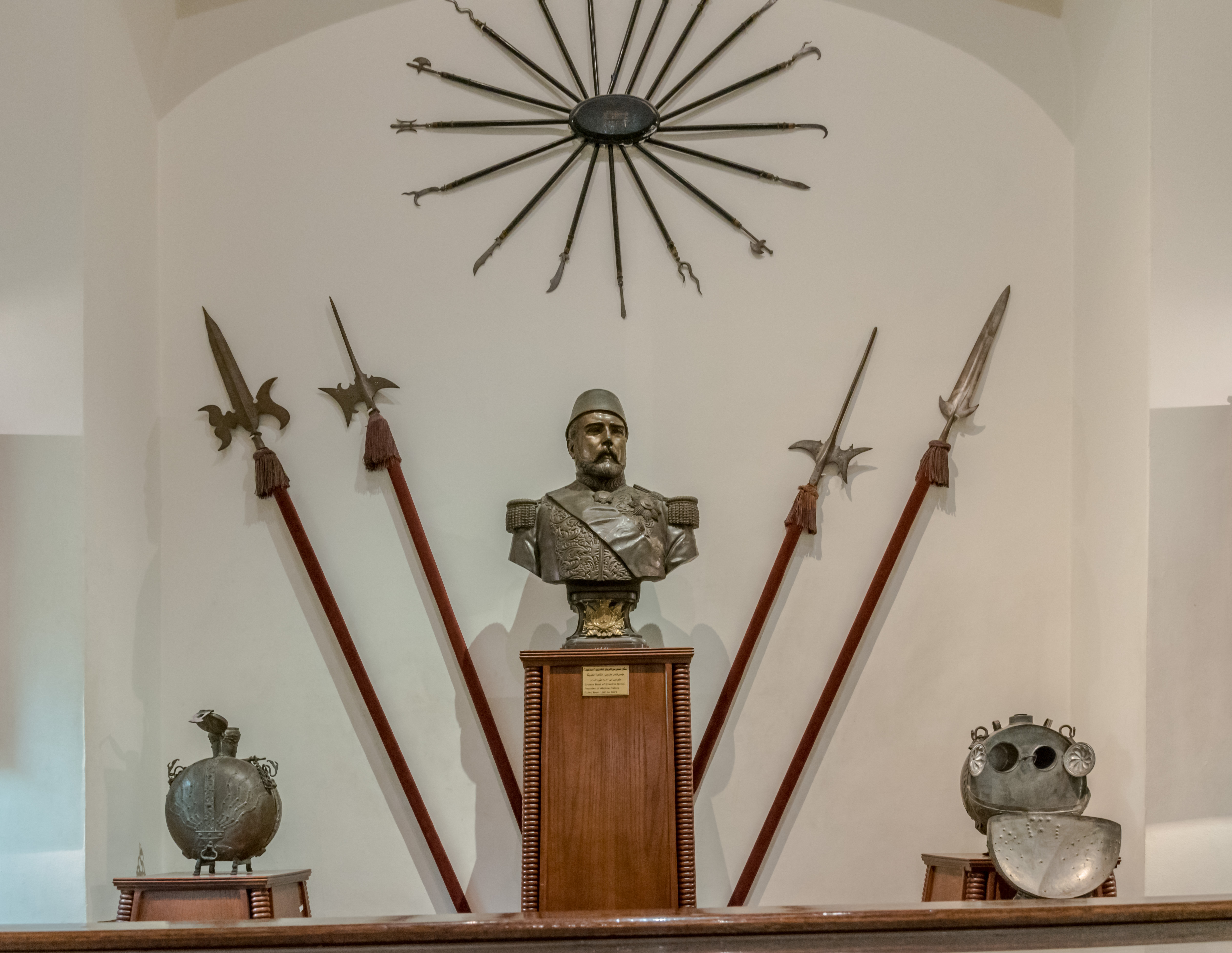
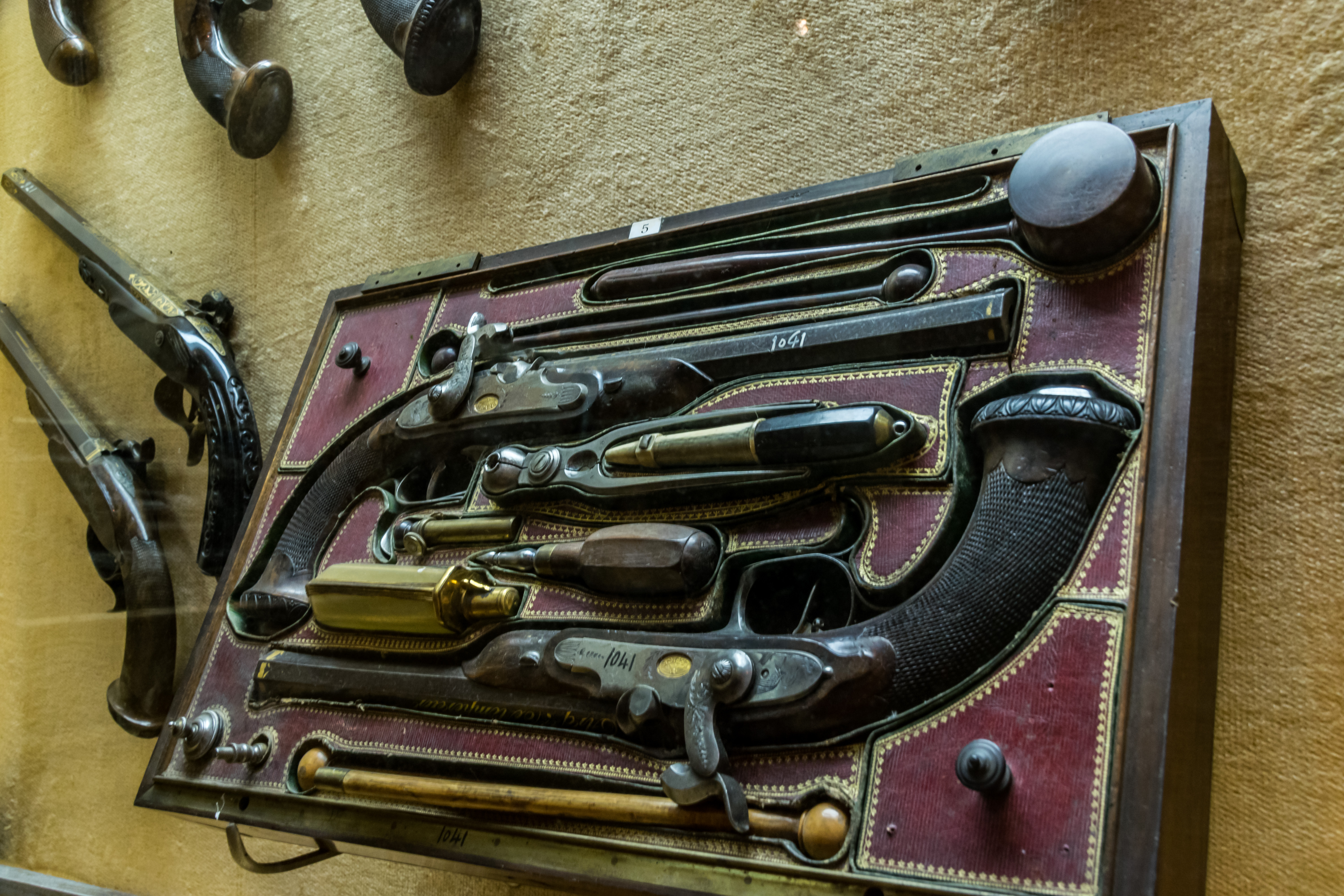
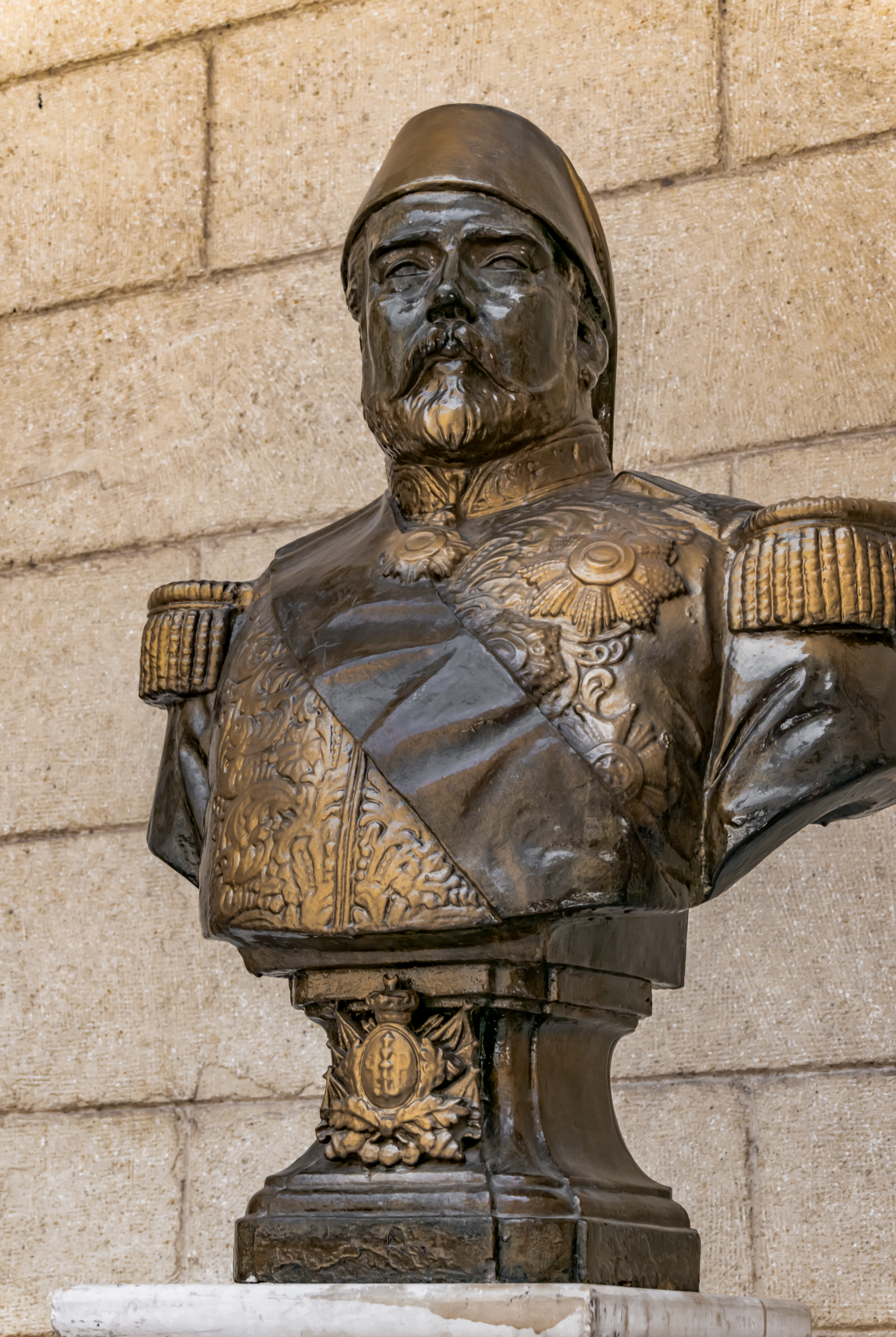
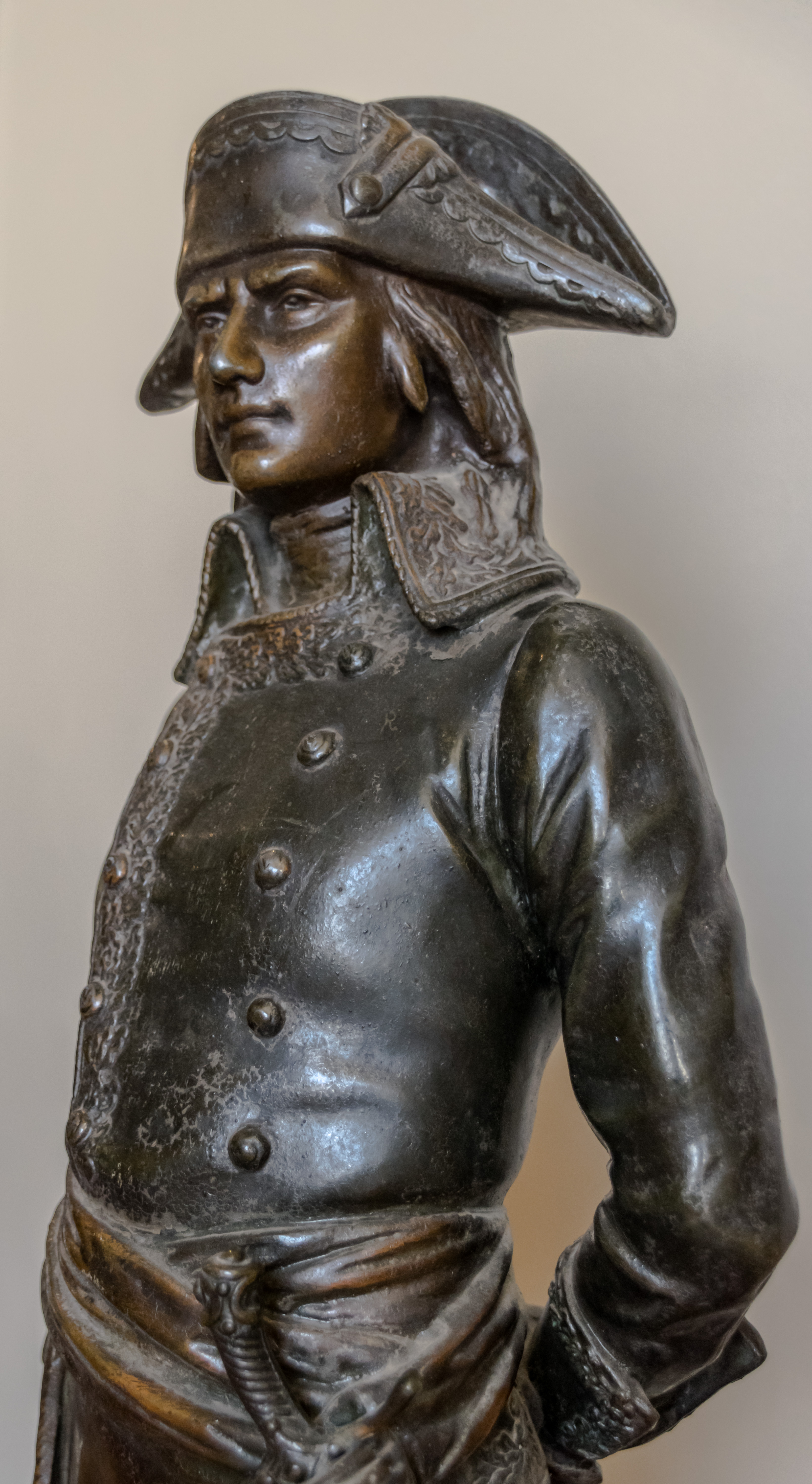
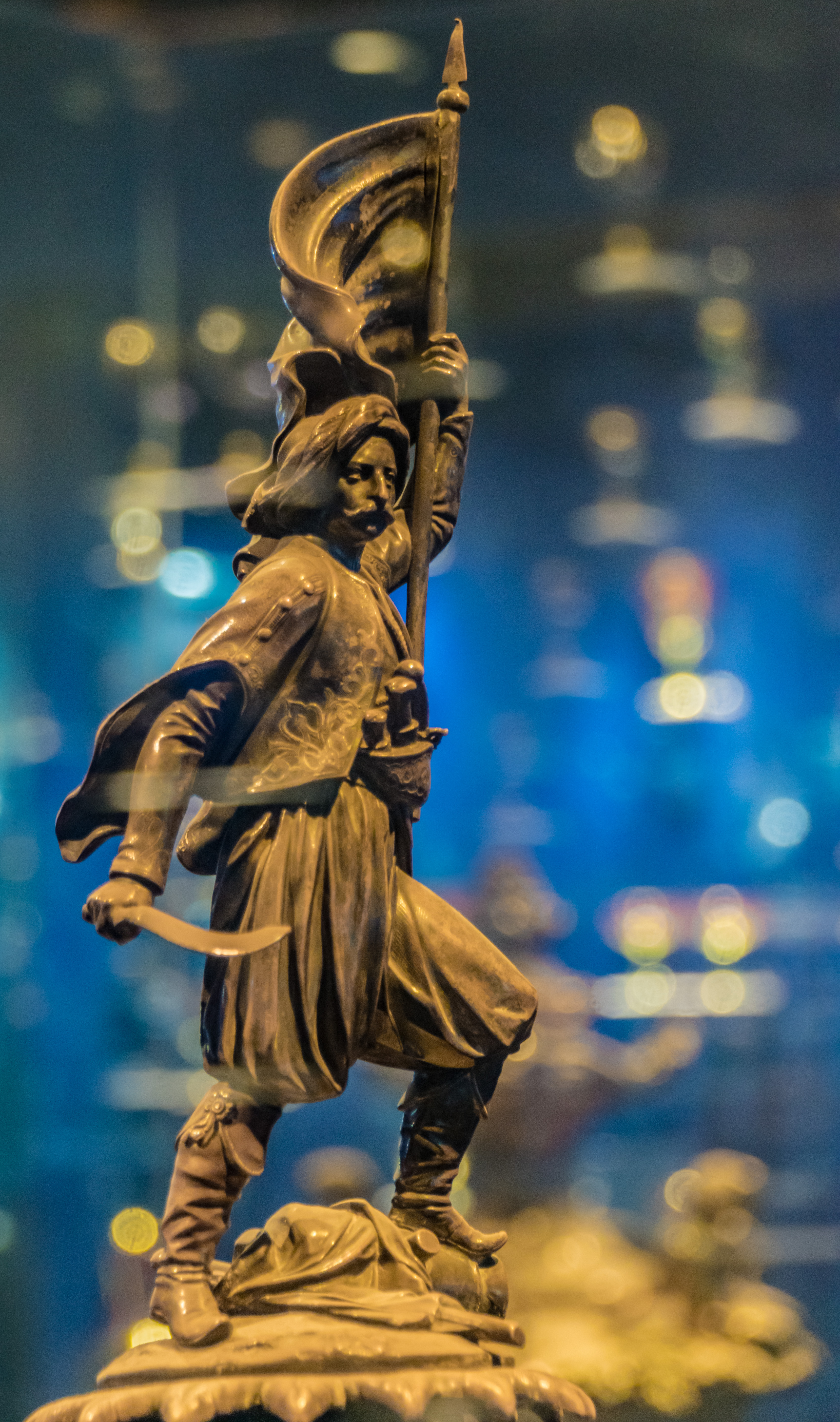
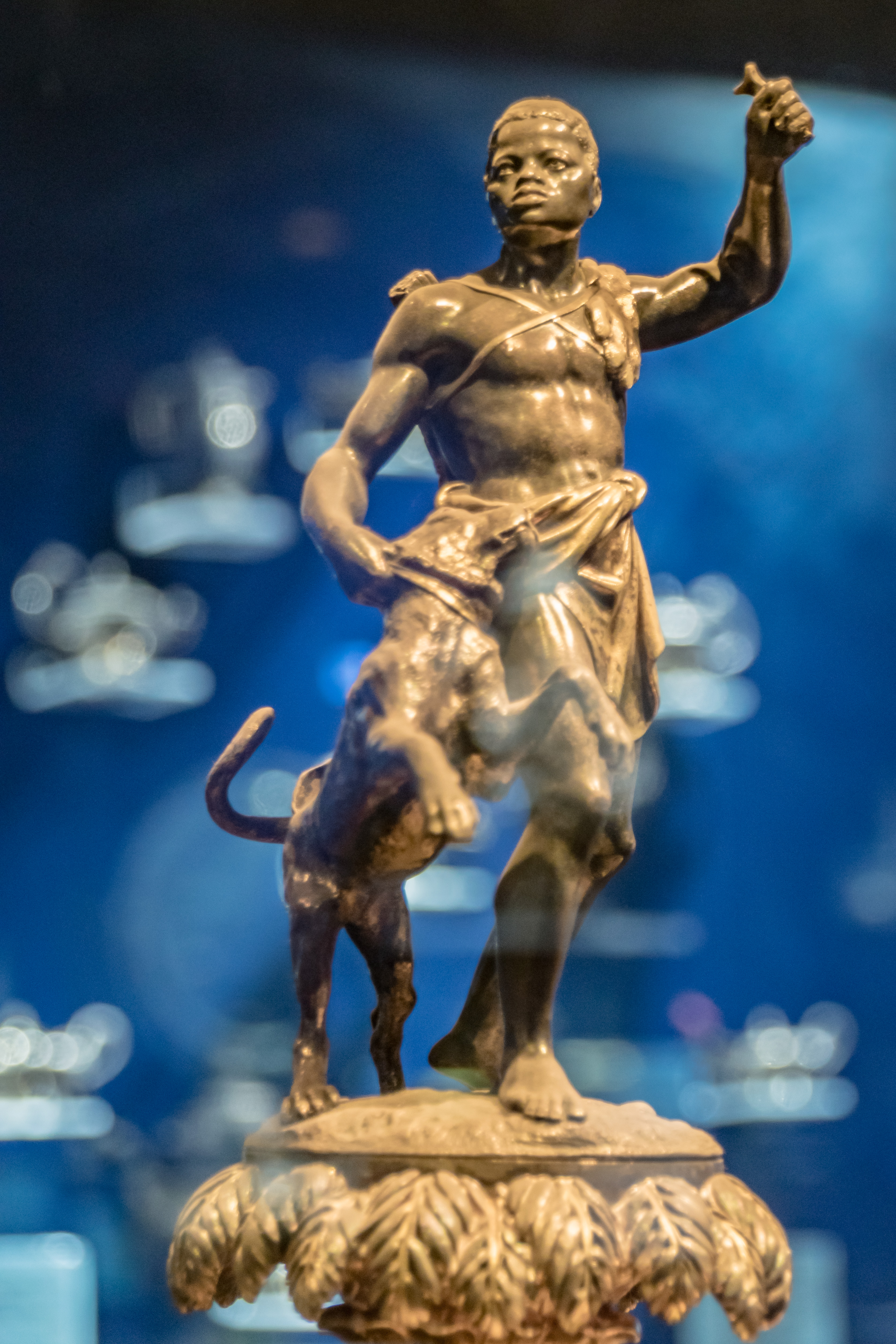
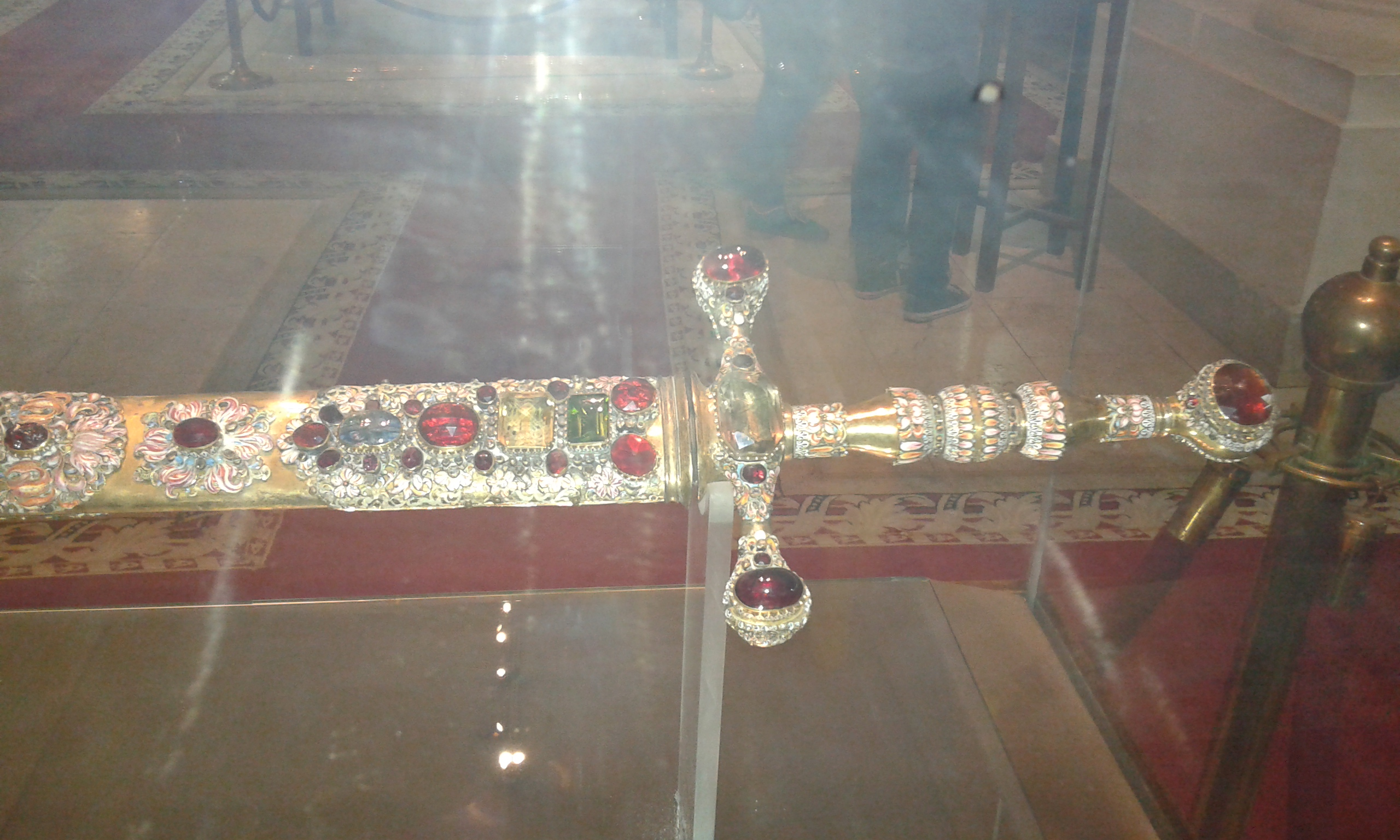
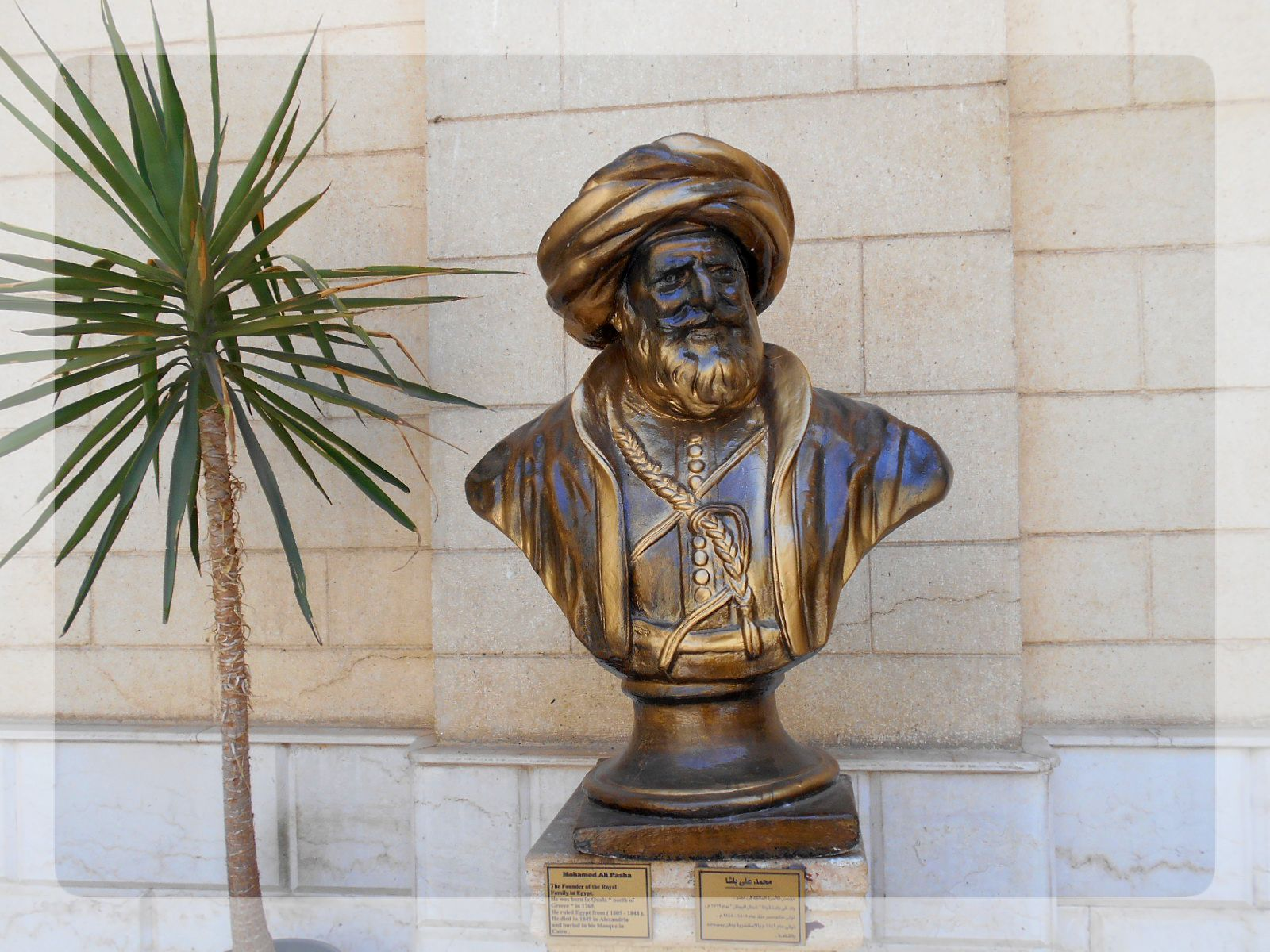
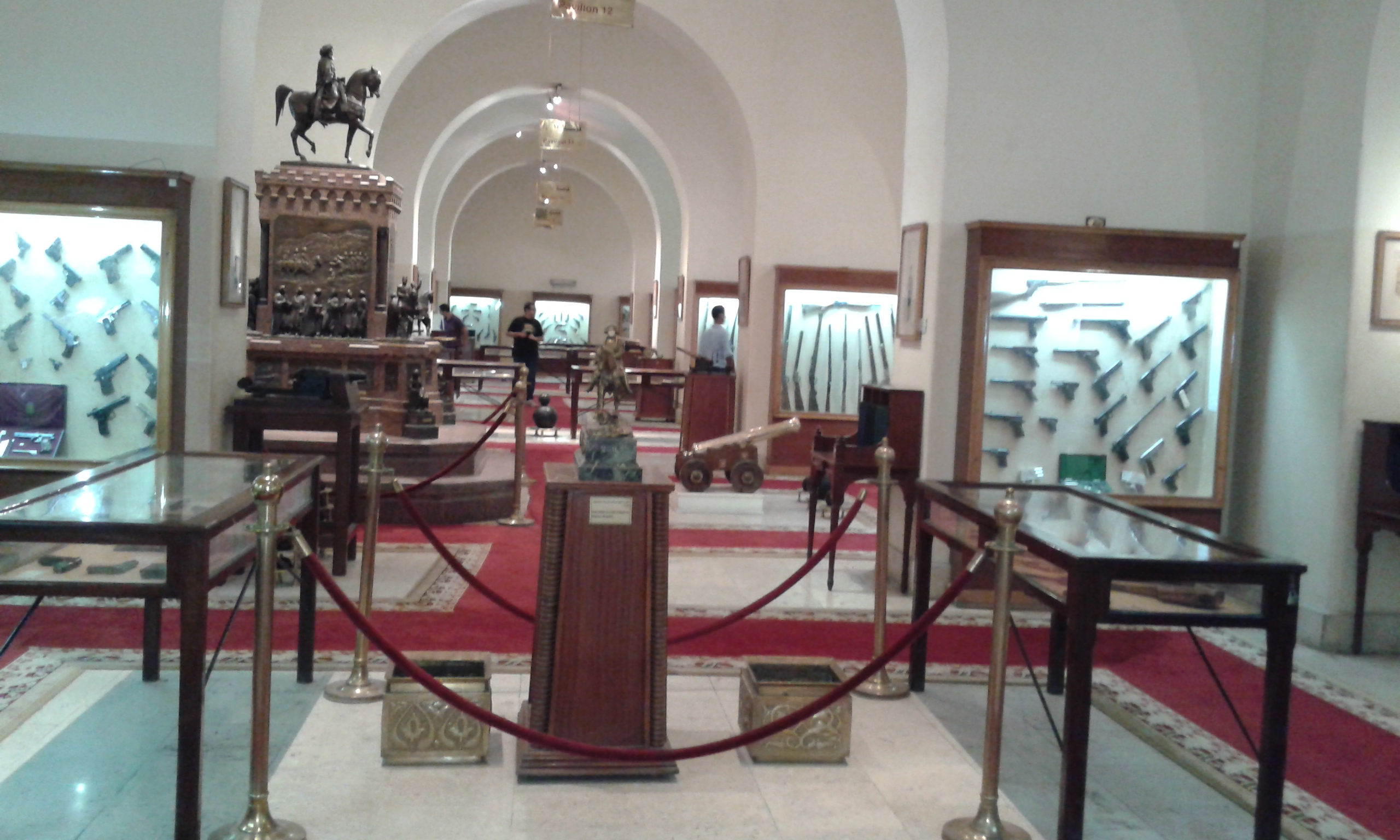
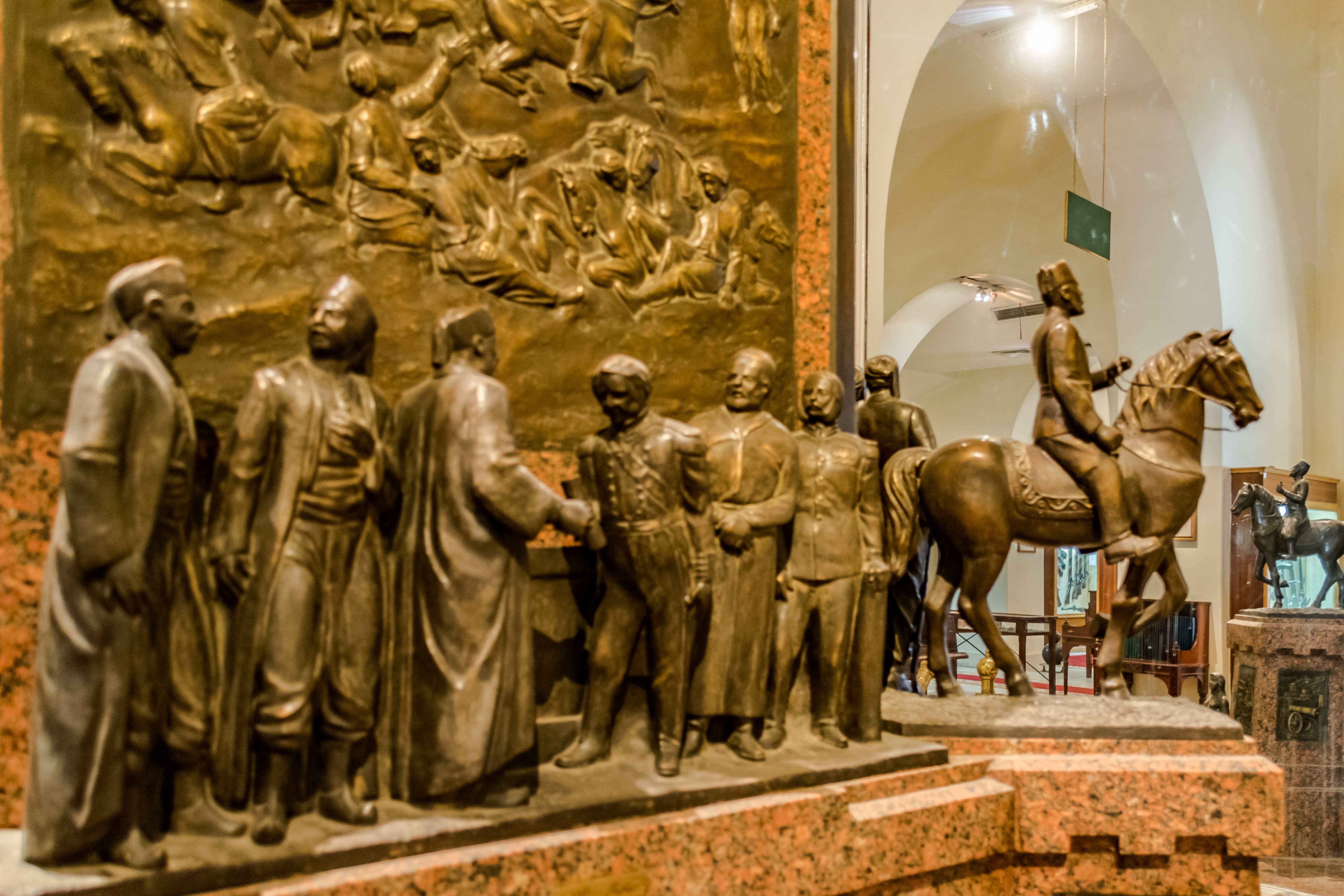
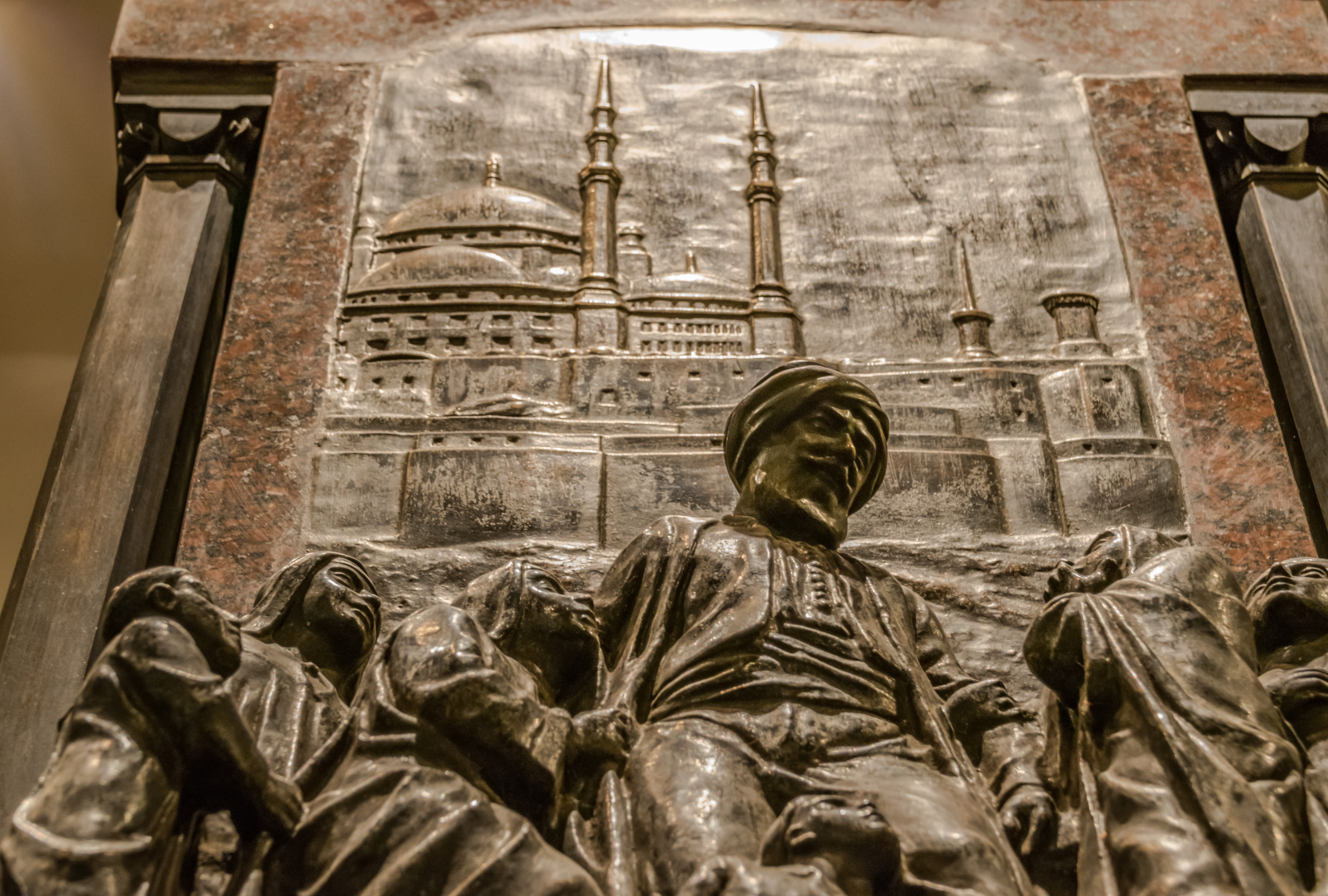
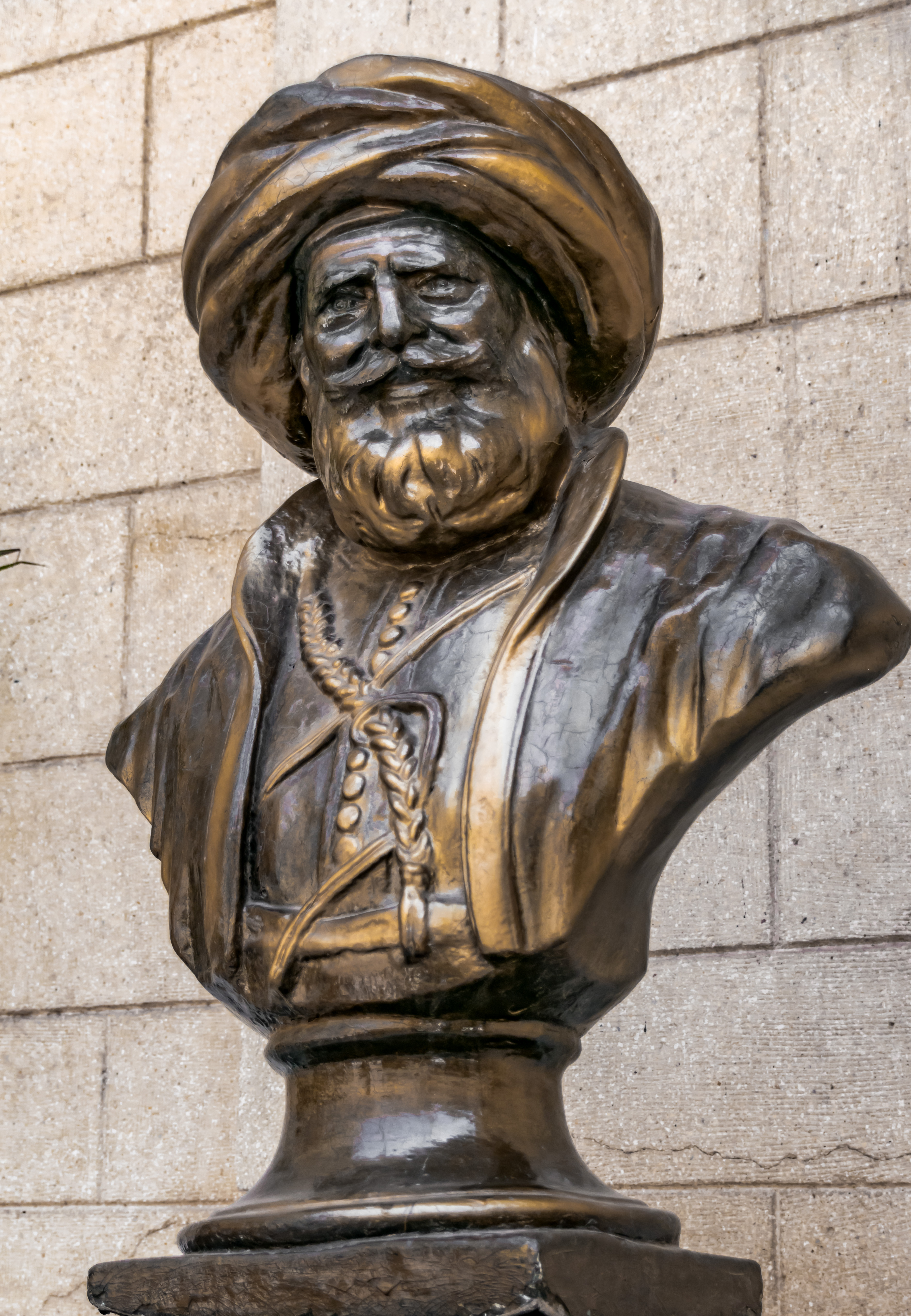
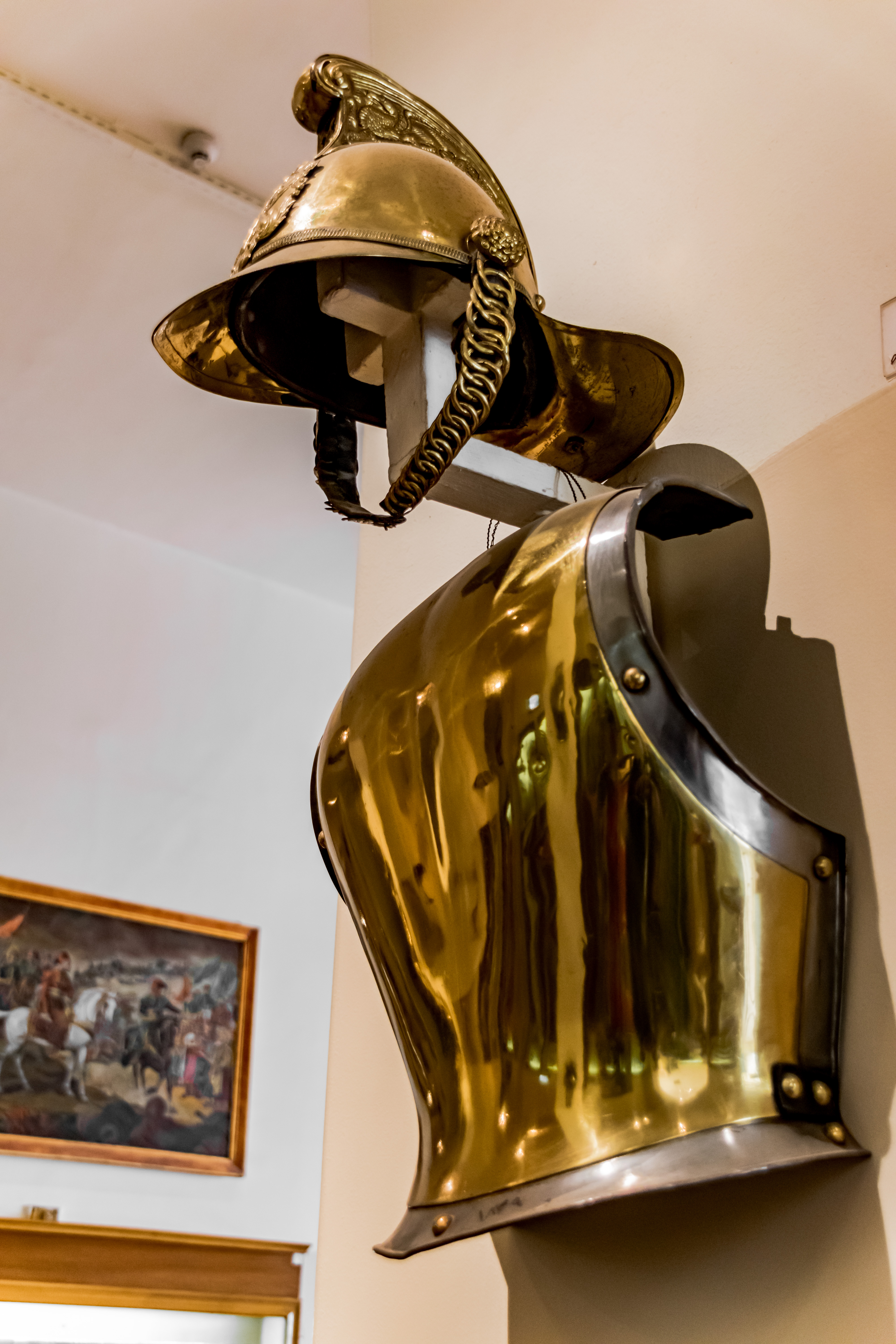
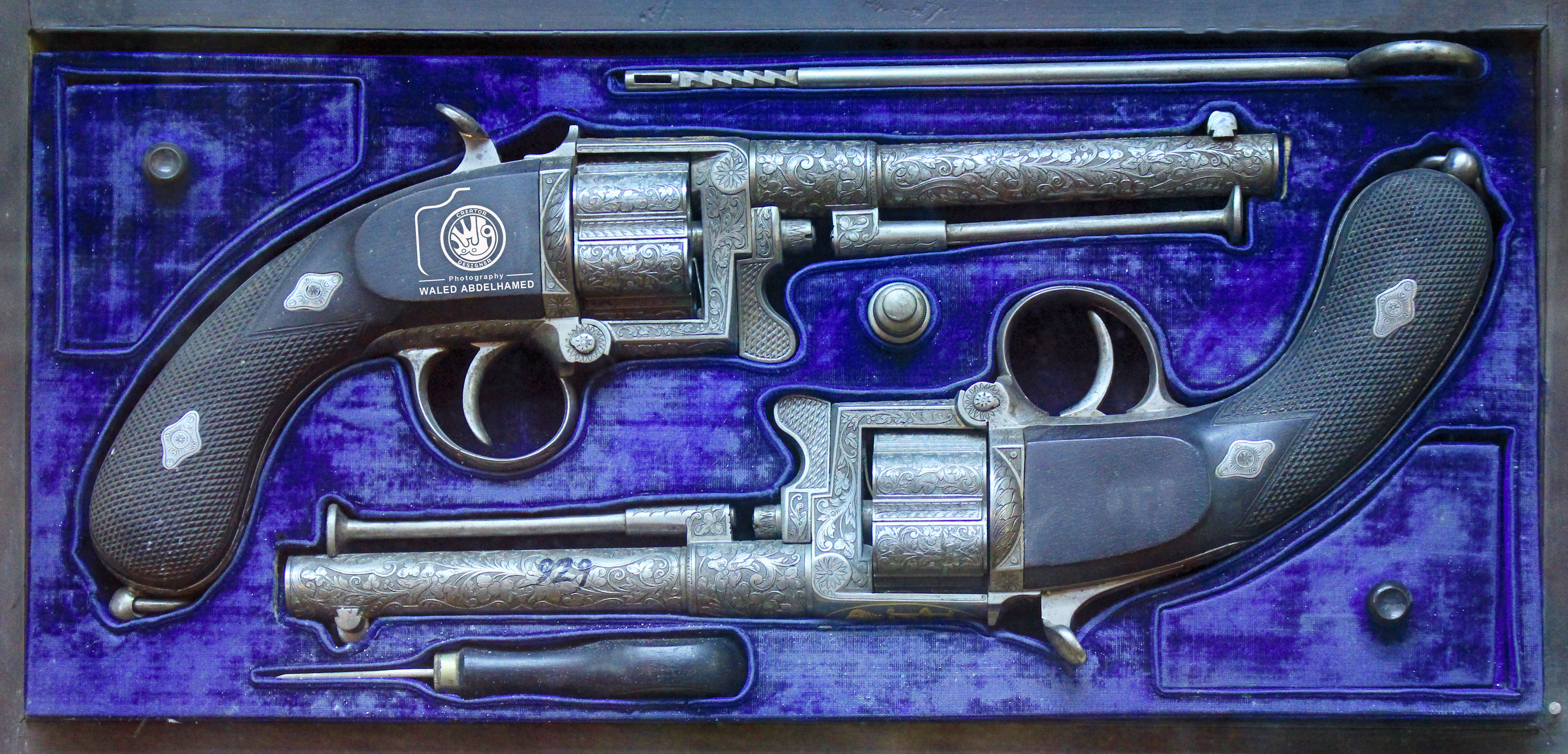
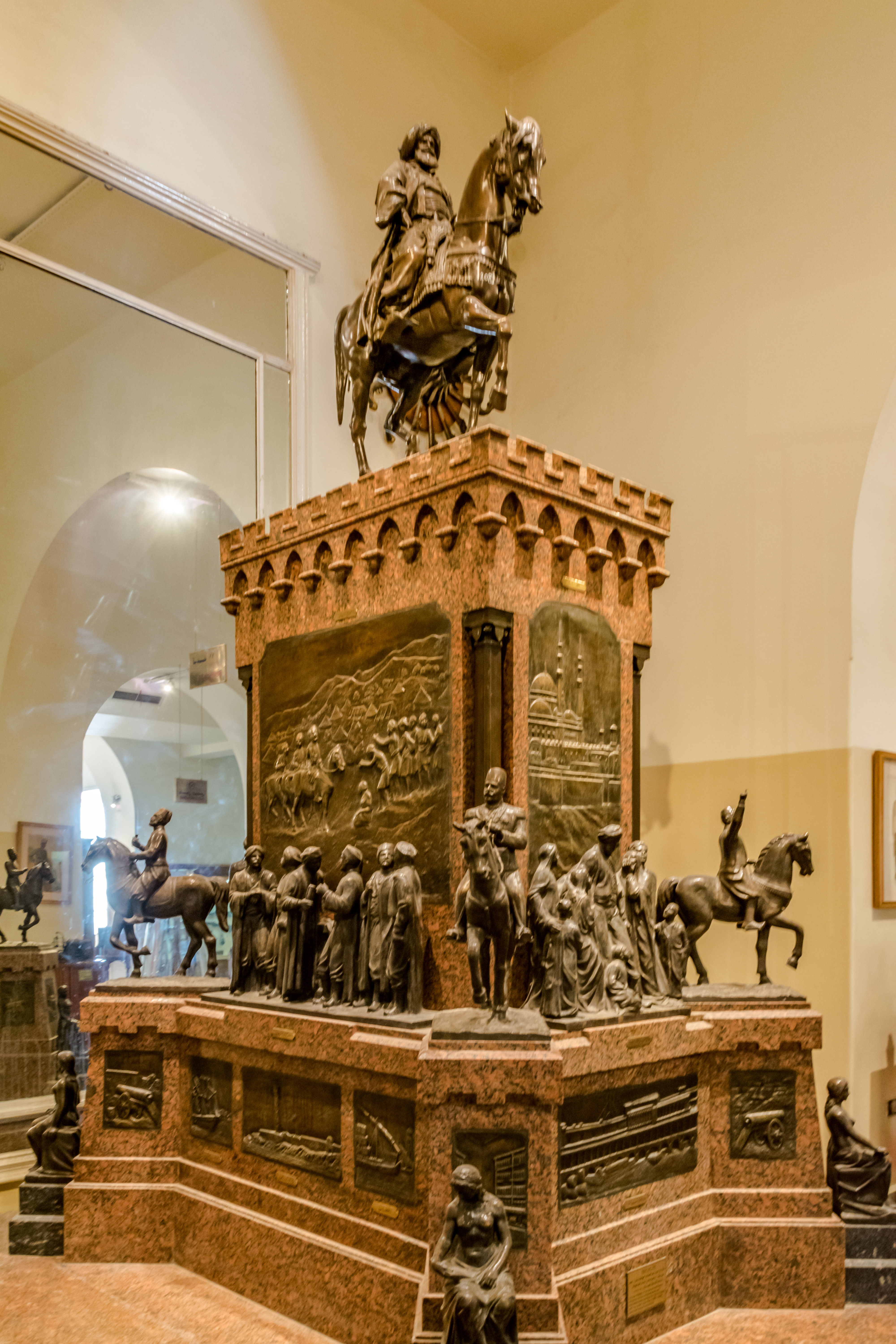
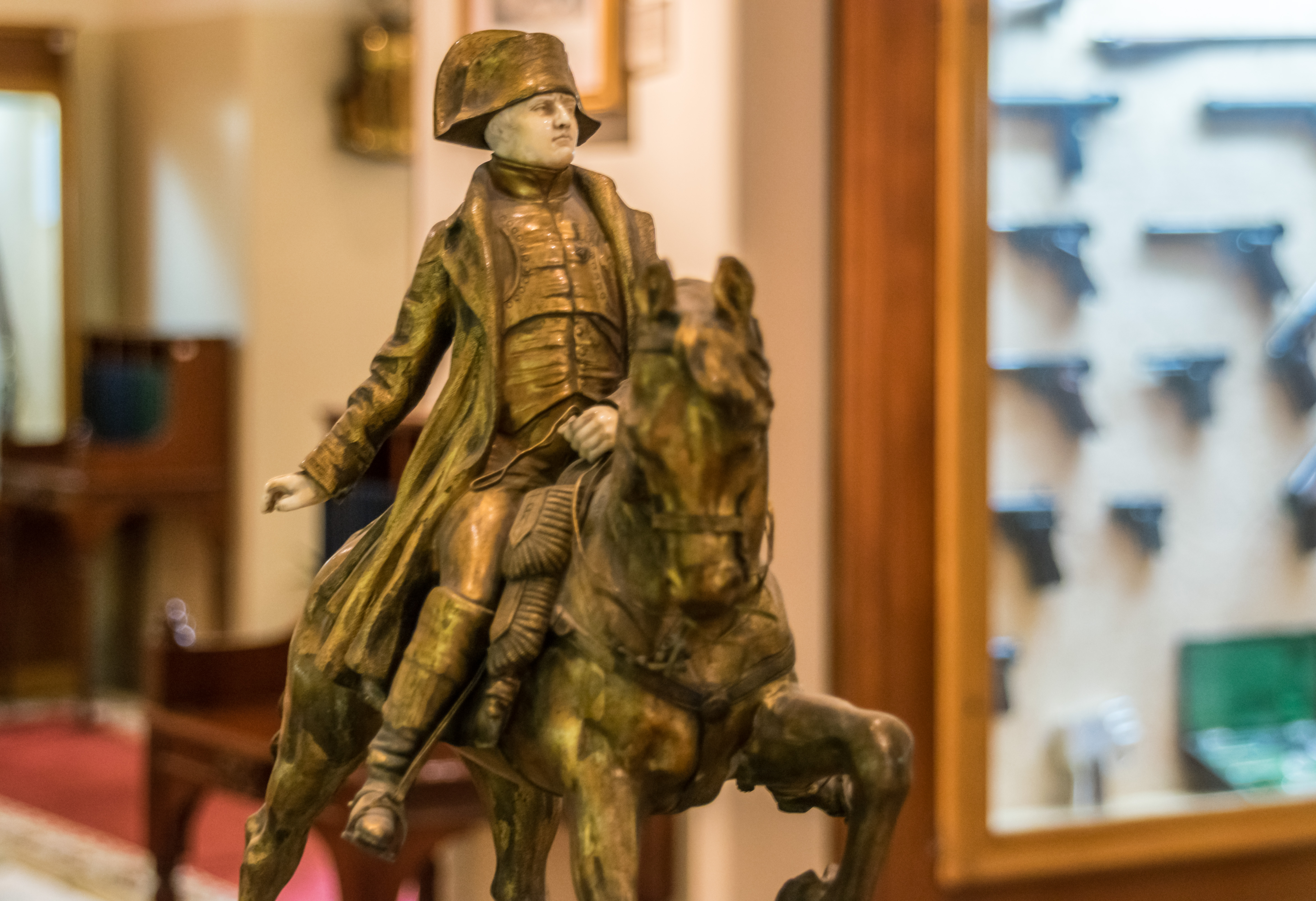
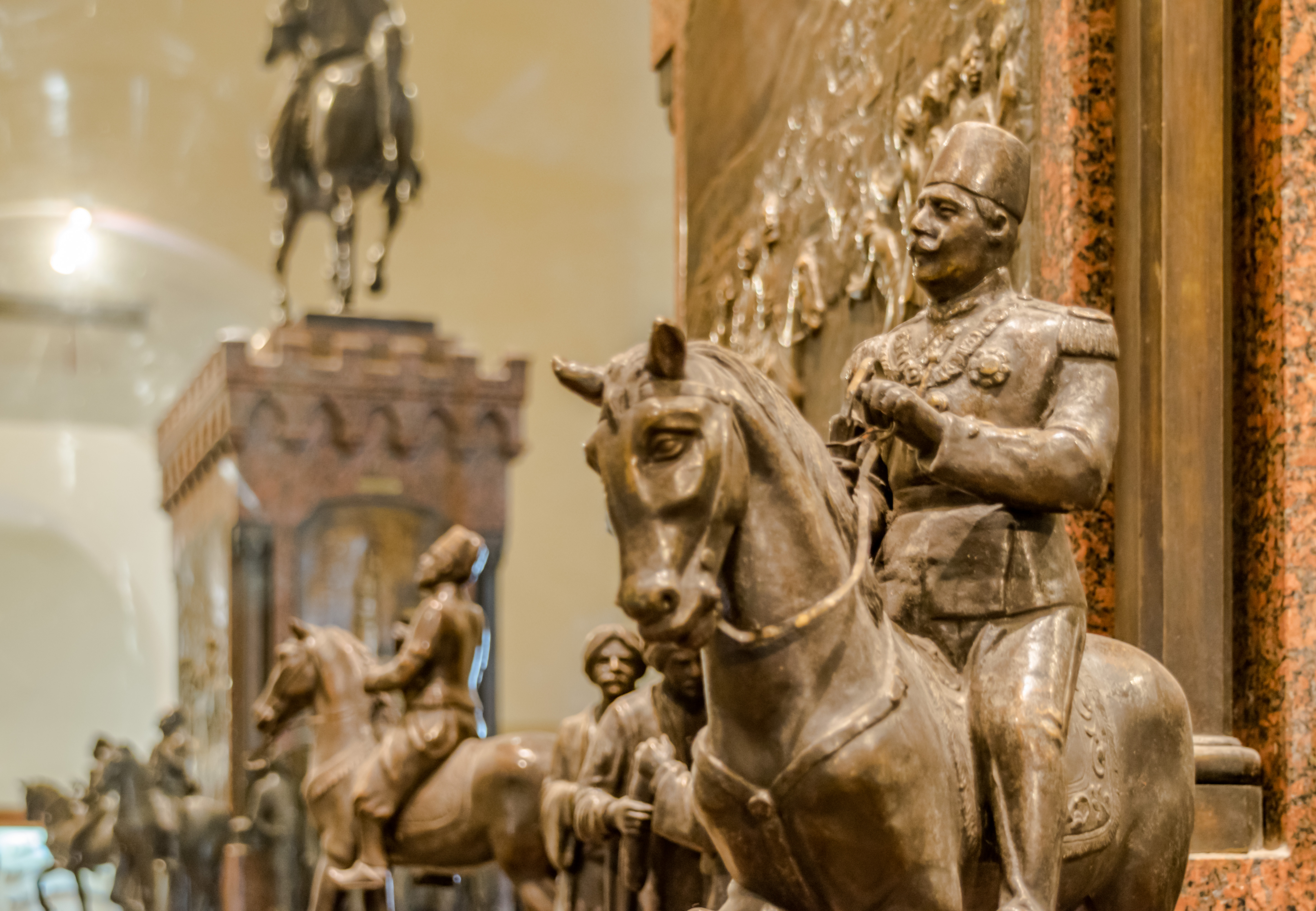
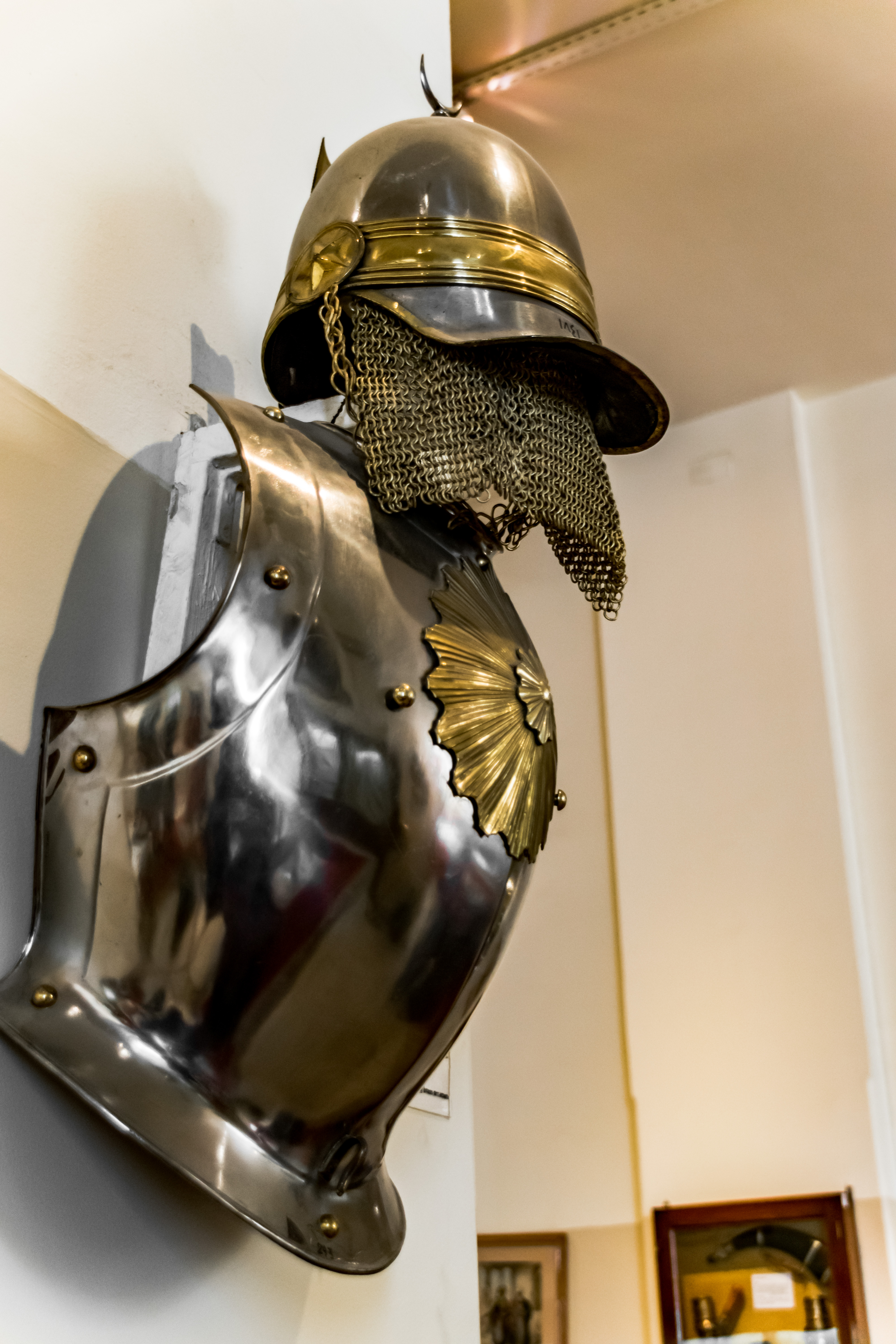
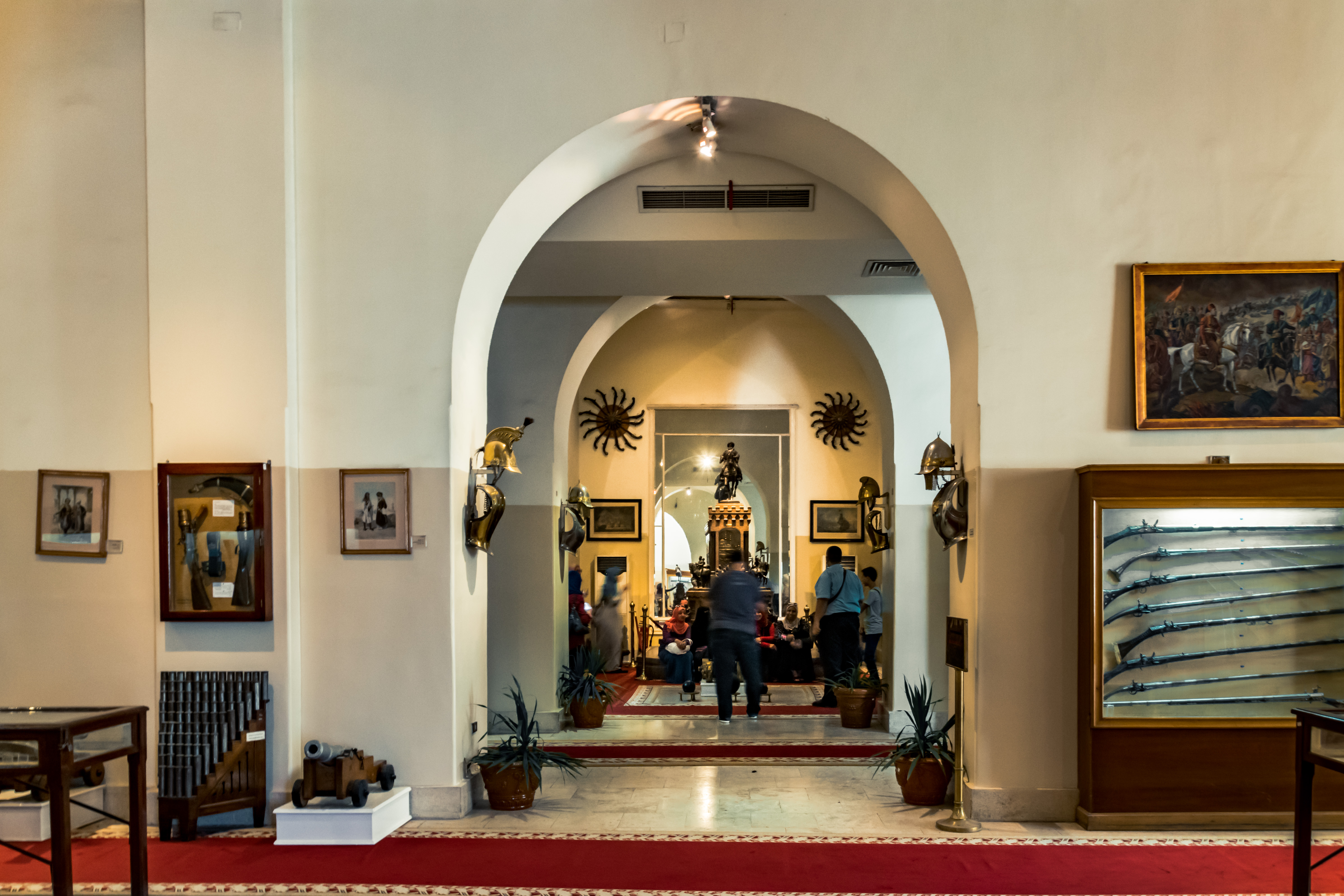
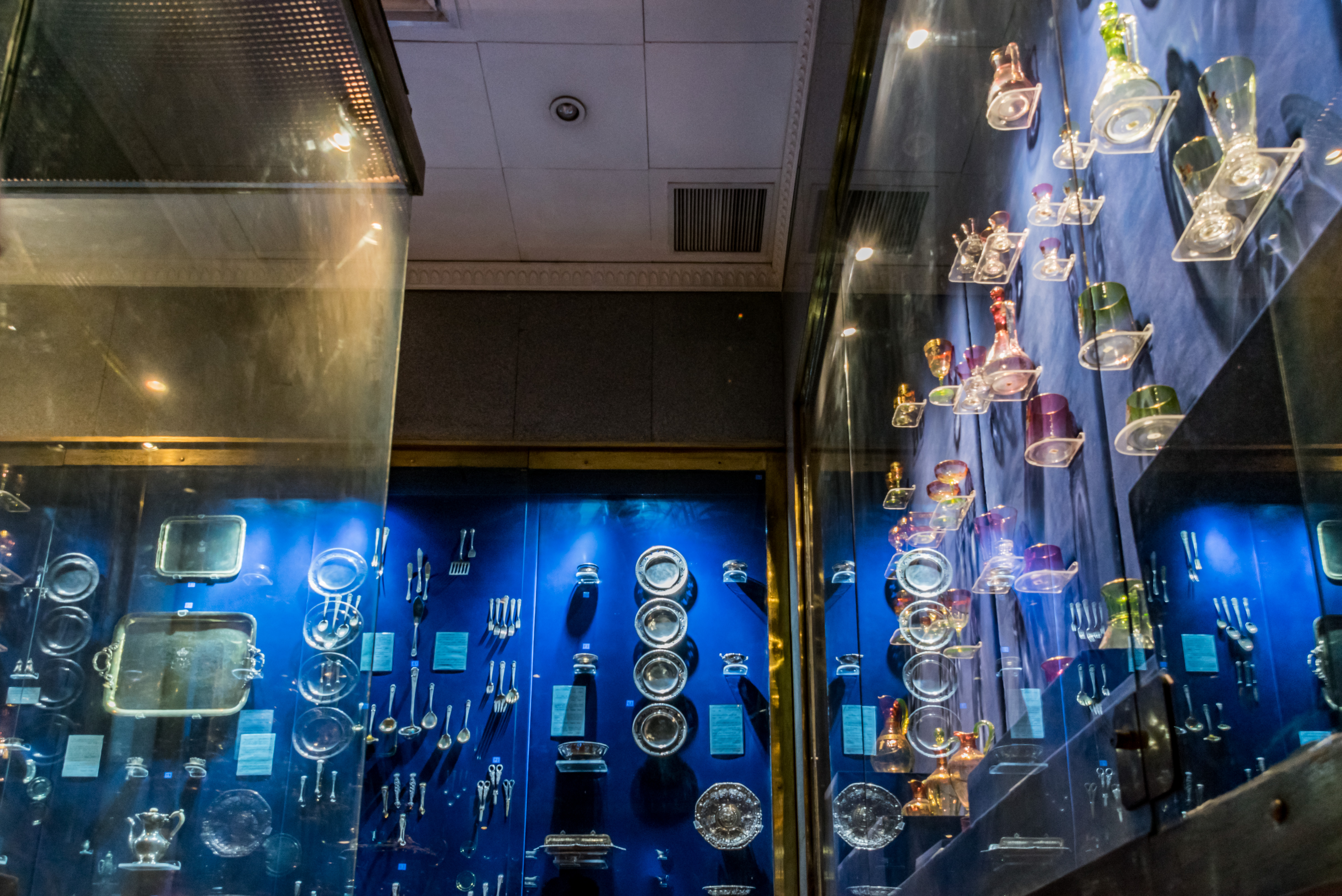
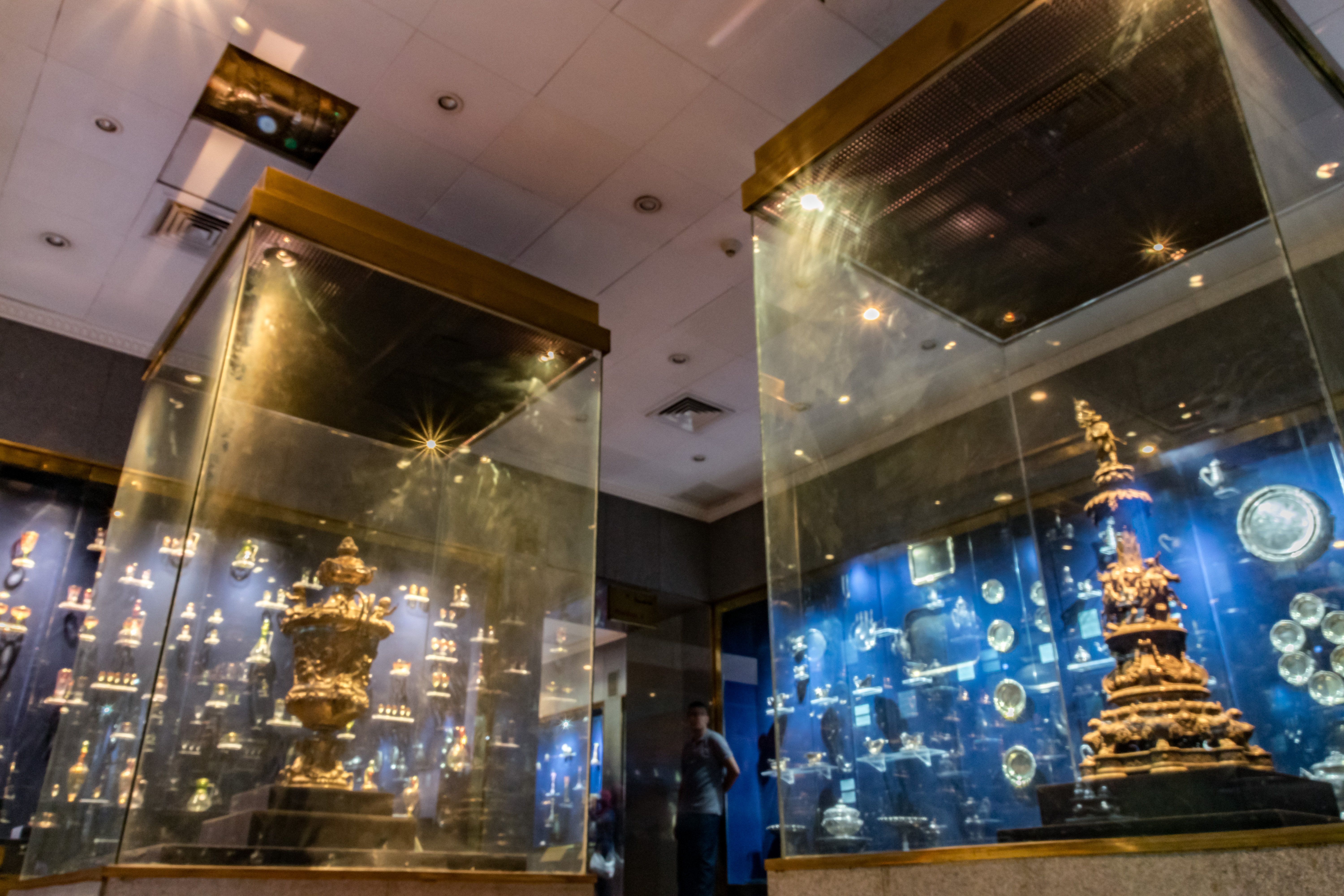
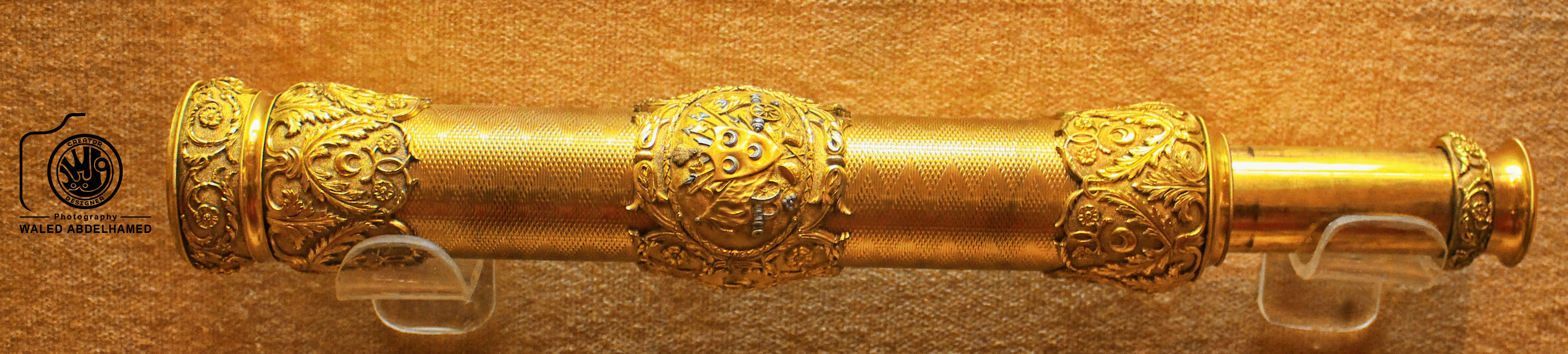